# Pêche en Islande
La pêche en Islande est une activité économique importante pour l'Islande dont le secteur primaire représente 8 % du PIB et 60 % des exportations.

## Principales espèces
Comme dans la plus grande partie de océan Atlantique Nord, la morue a toujours été l'espèce la plus importante commercialement pour l'Islande. D'autres gadidés, comme l'aiglefin ou le lieu noir sont également pêchés. Les poissons pleuronectiformes ont commencé à être pêchés durant la deuxième partie. Les poissons pélagiques se concentraient exclusivement sur le hareng, avant l'effondrement des stocks dans les années 1960. Désormais, le capelan et le maquereau commun sont ciblés par la flotte de pêche, malgré le fait que ces stocks connaissent de nombreuses fluctuations. La pêche d'invertébrés a recommencé vers le milieu du XXe siècle, initialement basée sur la crevette nordique du Canada et la langoustine commune. La chasse à la baleine en Islande a été très importante à la fin du XIXe siècle et au début du XXe siècle, mais a connu ensuite un déclin important. Aujourd'hui, seuls les baleines de Minke et les rorquals communs sont chassés.

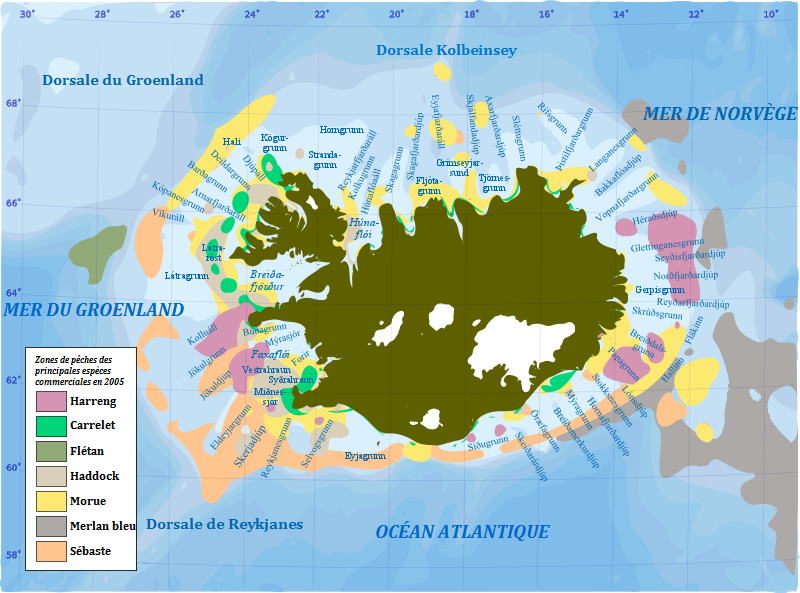
Zones de pêche des principales espèces en 2005
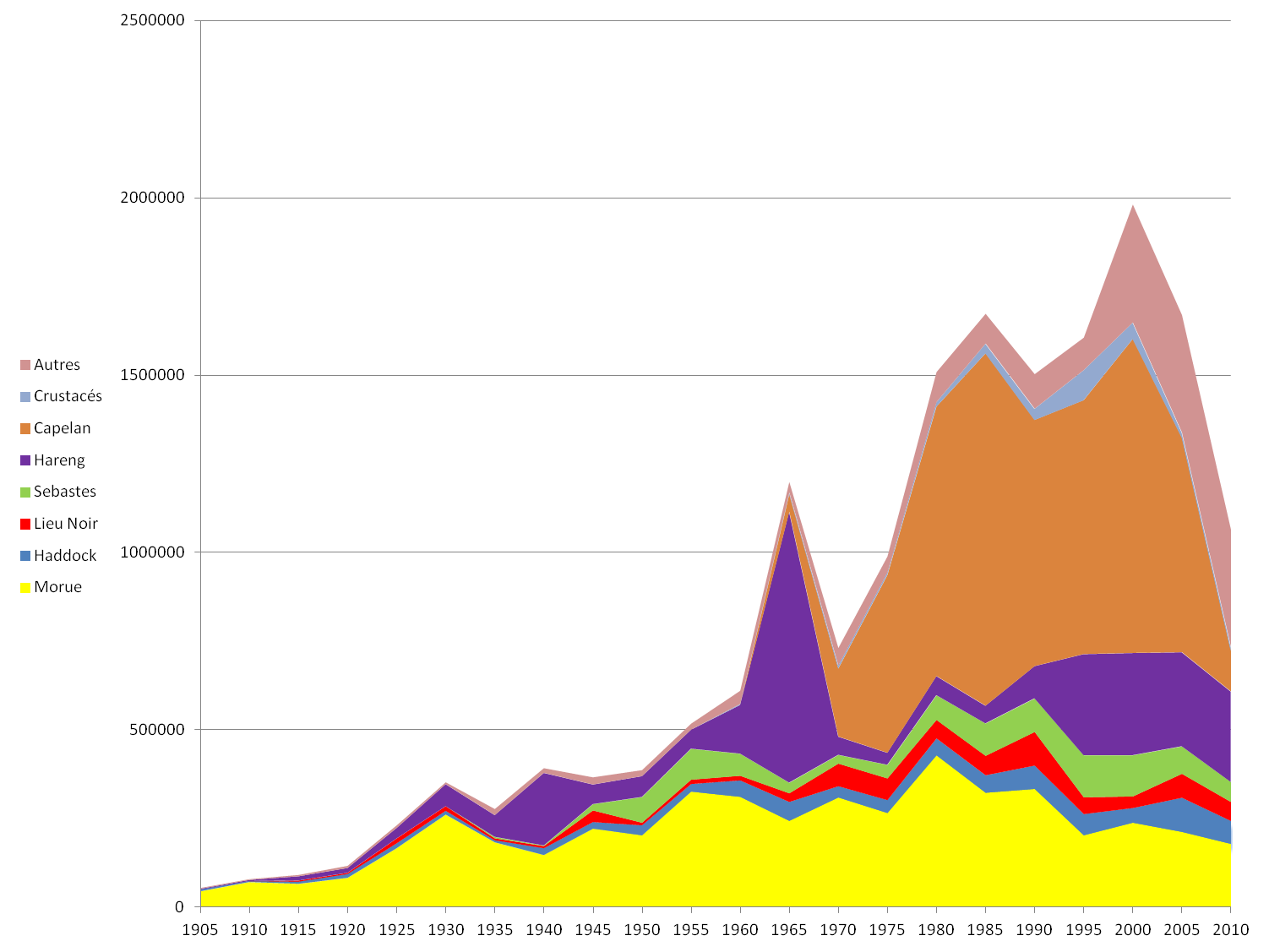
Évolution des prises des principales espèces entre 1905 et 2007

### Gadidae
Les gadidés sont la plus importante famille de poisson se trouvant dans les eaux islandaises. Le poisson de cette famille le plus important est la morue, qui est la première exportation islandaise, ainsi que la plus importante source de revenus. De moindre importance, le lieu noir et l'aiglefin font néanmoins partie des espèces les plus pêchées. Le seul gadidé pélagique, le merlan bleu, était en 2007, le septième poisson le plus pêché en Islande, alors qu'en 1995, il n'y avait aucune prise. On trouve ensuite la lingue blanche et le brosme. La lingue bleue et le merlan suivent, mais leurs prises se conjuguent souvent avec d'autres.

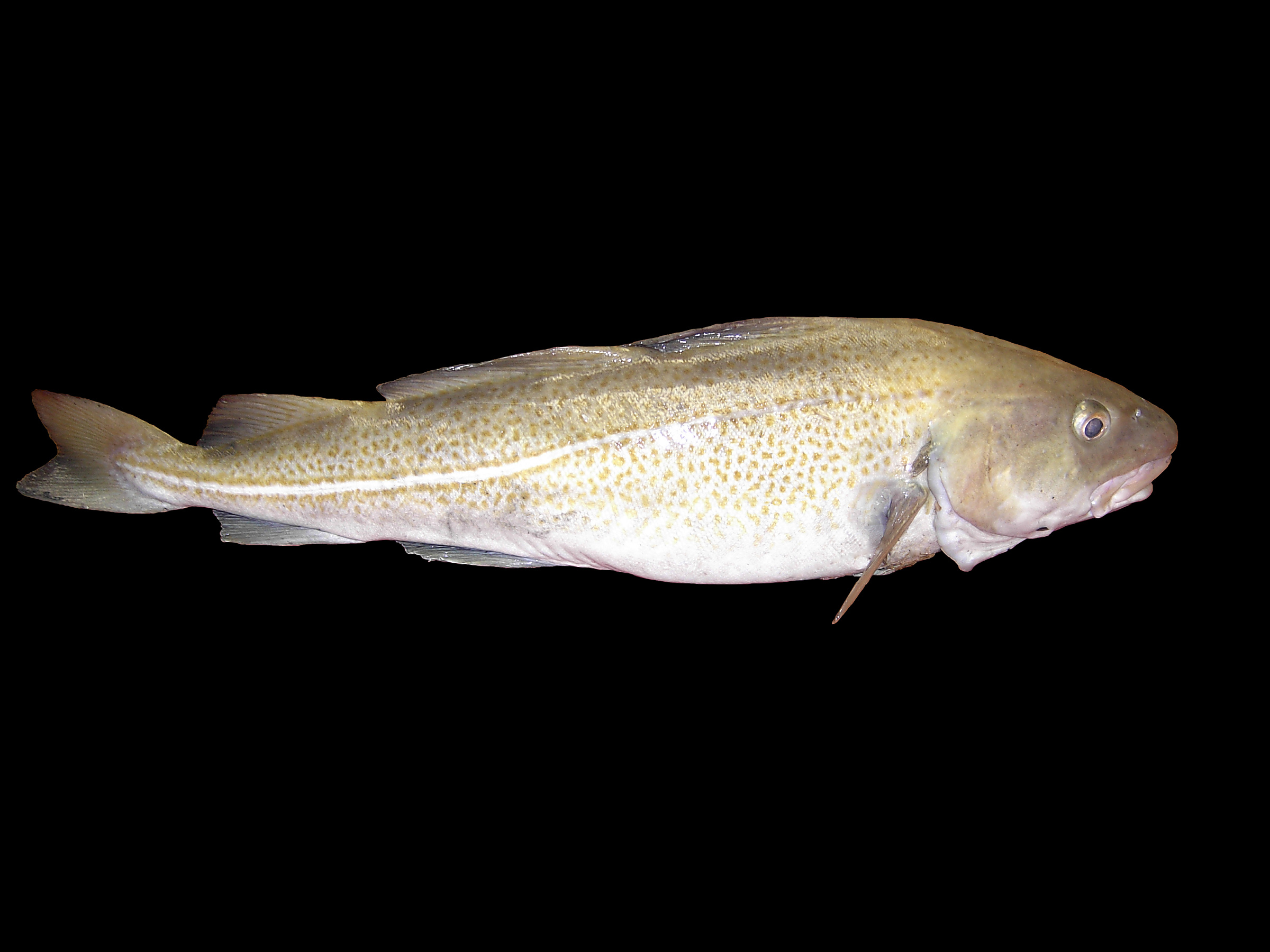
Morue de l'Atlantique (Gadus morhua, is: Þorskur)
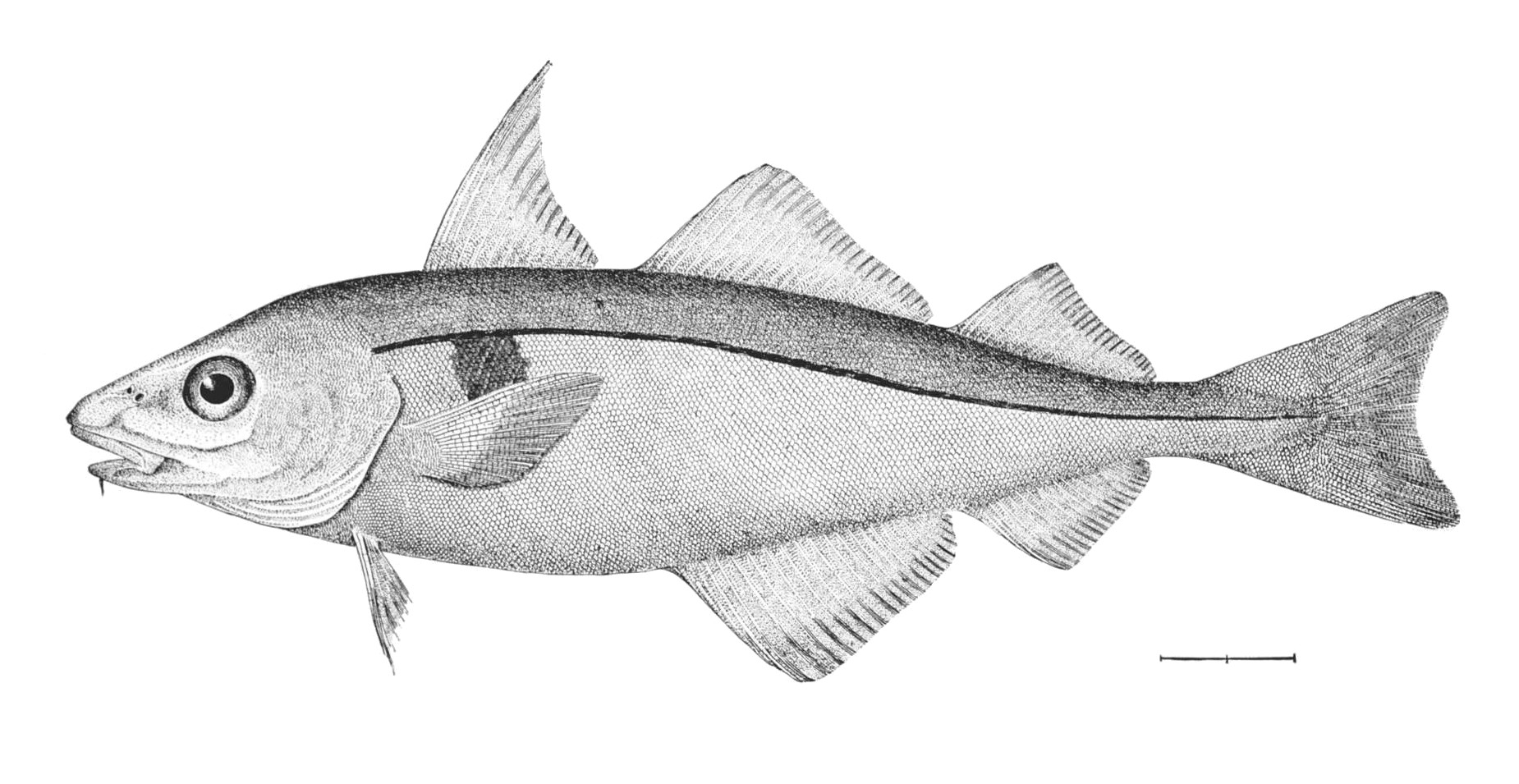
Aiglefin (Melanogrammus aeglefinus, is: Ýsa)
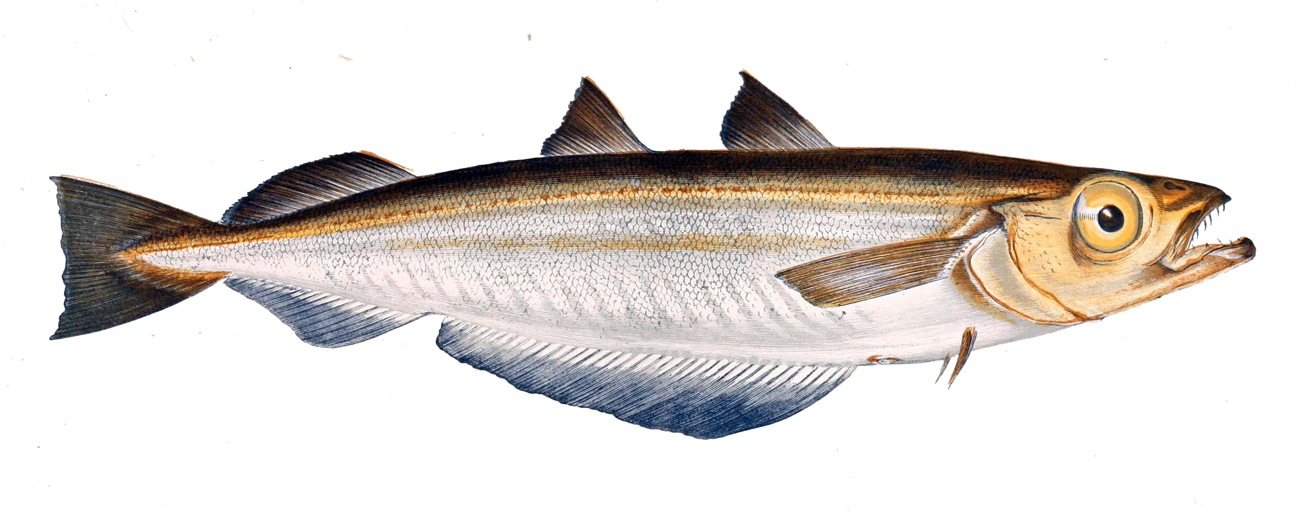
Merlan bleu (Micromesistius poutassou, is: Kolmunni)
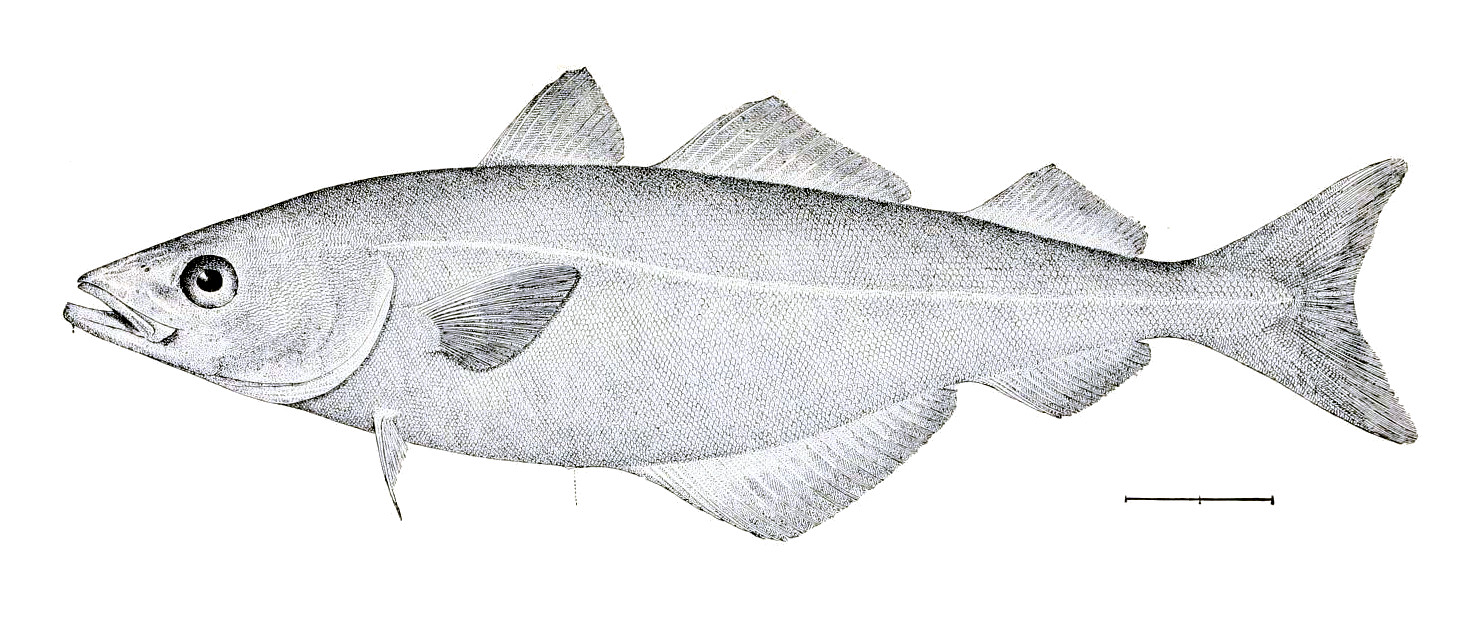
Lieu noir (Pollachius virens, is: Ufsi)
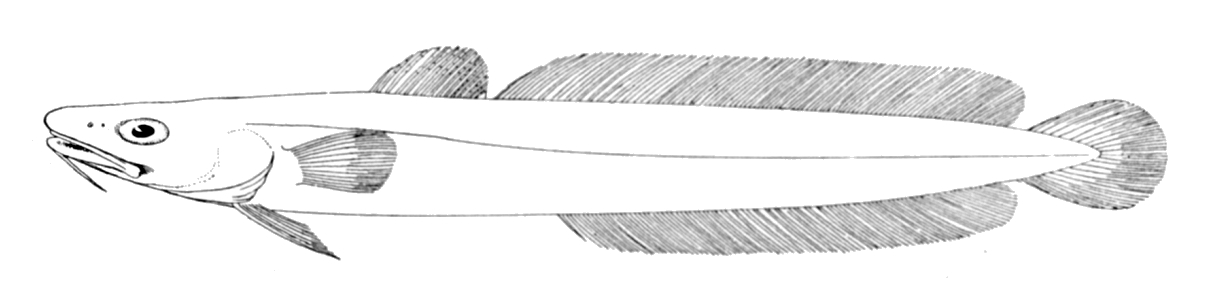
Lingue blanche (Molva molva, is: Langa)
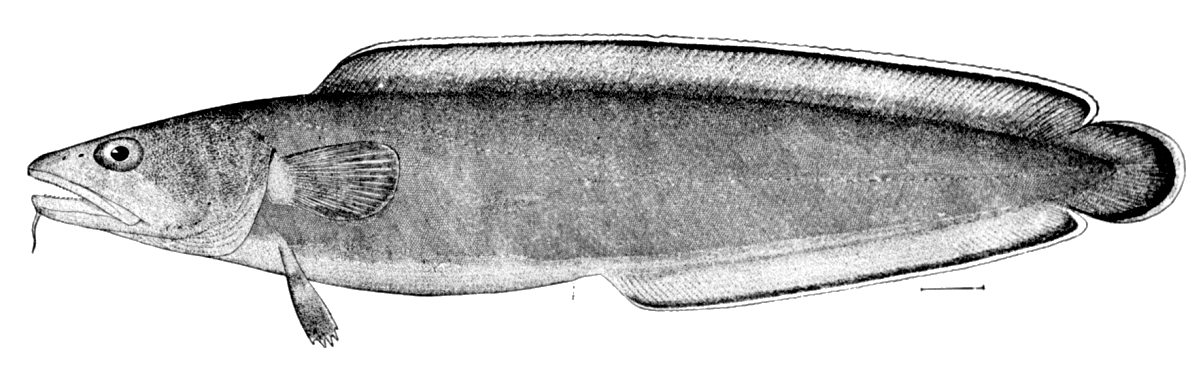
Brosme (Brosme brosme, is: Keila)
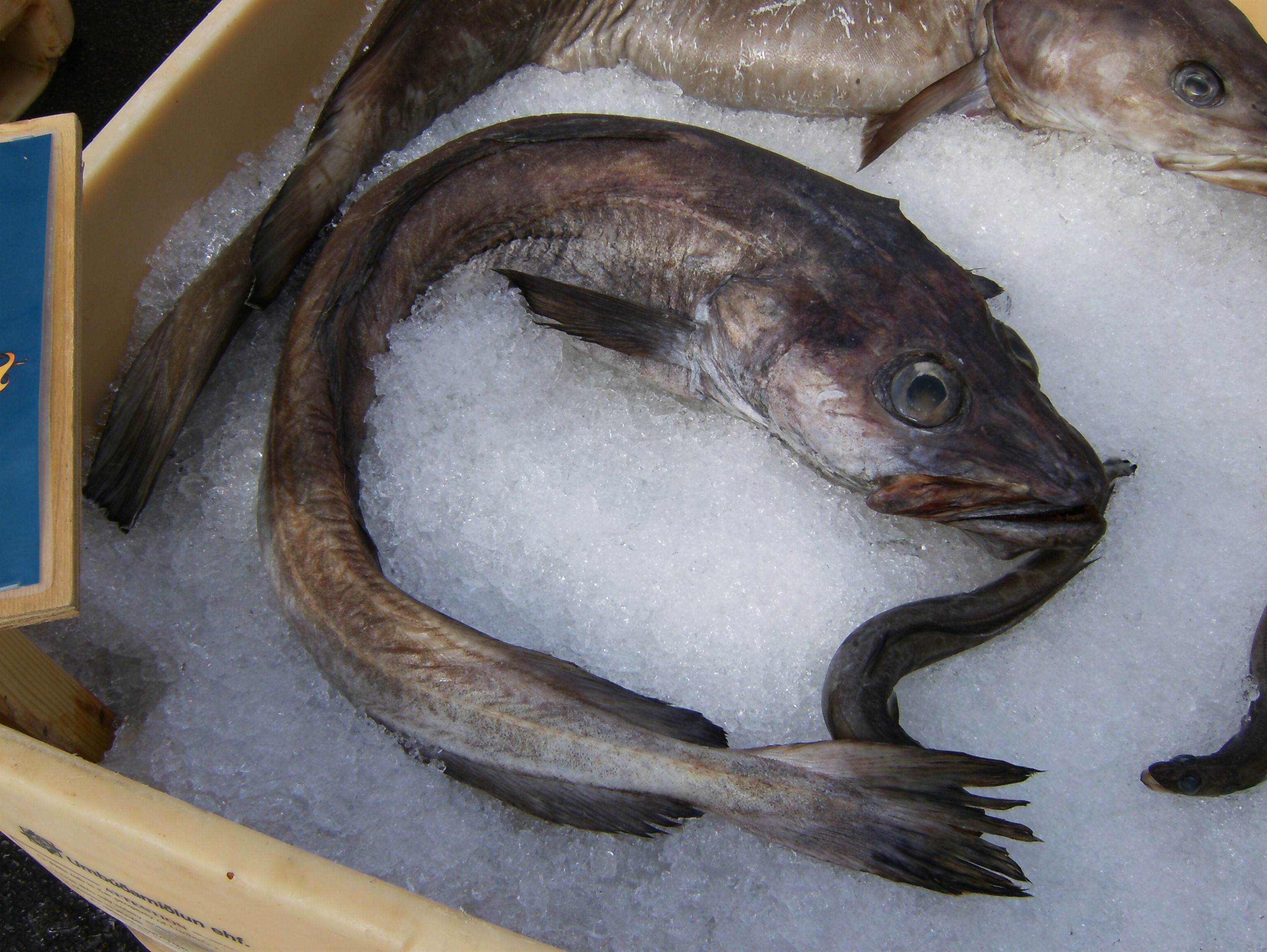
Lingue bleue (Molva dypterygia, is: Blálanga)
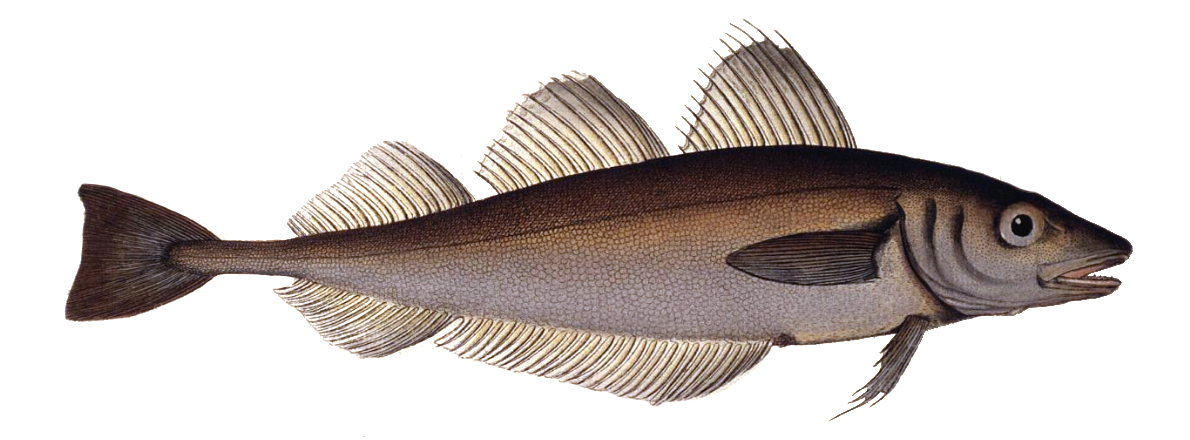
Merlan (Merlangius merlangus, is: Lýsa)

Morue
La morue (Gadus morhua) est la ressource marine la plus importante des eaux islandaises. On la retrouve tout autour de l'Islande, les zones de pêche les plus importantes se trouvant au sud-ouest de l'île. L'histoire de la pêche en Islande a principalement tourné autour de cette espèce. La plupart des mesures de gestion des pêches avaient pour objectif principal la protection de ce poisson, comme l'extension de la ZEE et la guerre de la morue après la Seconde Guerre mondiale.
La morue est la ressource marine la plus importante économiquement pour l'Islande, avec une part de 35-40 % des exportations de produits de la mer. La pêche est la plus importante pendant l'hiver sur les frayères et le long des routes de migration vers ces zones. Durant les autres saisons, le poisson est pêché aux alentours des principales zones d'alimentation au nord-ouest et au sud-est de l'Islande. Il est principalement pris à des profondeurs de 100-250 mètres, avec des températures de l'eau allant de 4 à 7 °C. Les prises de morue ces trente dernières années ont varié entre 160 000 et 470 000 tonnes par an, avec une moyenne annuelle de 290 000 tonnes. En 2011, la population des stocks de morue était estimée à 970 000 tonnes, ce qui correspond à la population la plus importante depuis 1989. L'Institut islandais de recherche marine proposait un TAC de 177 000 tonnes pour l'année 2011, avant une augmentation des quotas d'ici quatre à cinq ans à 200 000 ou 250 000 tonnes.
La morue est traitée selon différentes manières, mais la majorité des prises est salée avant d'être principalement exportée vers l'Europe du Sud. Une proportion équivalente est également congelée en mer. Le poisson est de moins en moins exporté frais par avion ou en conteneur. Les principaux marchés pour l'exportation sont le Royaume-Uni et l'Espagne, qui à eux deux représentaient 48 % des exportations en 2008. Plus de 75 % de la morue est exportée vers des pays membres de l'UE. Il existe également un marché important au Nigeria en ce qui concerne la morue séchée.
Aiglefin
L'aiglefin (Melanogrammus aeglefinus) est présent en abondance dans les eaux islandaises, dans des profondeurs allant de 10 à 200 mètres. Cette espèce est pêchée toute l'année, les meilleurs prises se faisant au large de la côte ouest pendant l'hiver. L'aiglefin est principalement pêché à l'aide de chalut, mais depuis peu, des palangres et des sennes sont également utilisées. Historiquement, les prises variaient entre 30 000 et 70 000 tonnes par an, mais depuis peu, elles sont de l'ordre de 100 000 tonnes, un niveau jamais atteint depuis plus de quarante ans.
Le traitement de l'aiglefin est similaire à celui de la morue. Ce poisson est le plus consommé par les Islandais, avec une consommation annuelle de 16-17 kg par habitant. L'aiglefin est essentiellement exporté vers l'UE, avec une part importante pour le Royaume-Uni qui importe 65 % des prises islandaises.
Merlan bleu
Le merlan bleu (Micromesistius poutassou) est le seul gadidae à être également un poisson pélagique. Il présent tout autour de l'Islande, mais plus sporadiquement au nord et au nord-ouest des côtes. Après deux décennies pendant lesquelles l'espèce est très peu pêchée, les pêcheurs islandais s'y réintéressent à partir de 1998. En 2003, les prises sur l'année ont atteint un niveau de 500 000 tonnes, mais depuis, elles connaissent une baisse, résultant de la baisse des stocks.
Plus de 95 % des prises de merlan bleu sont transformées en farine de poisson, qui est ensuite utilisée dans l'aquaculture. Le principal importateur est la Norvège.
Lieu noir
Le lieu noir (Pollachius virens) est une des espèces les plus pêchées par les Islandais, avec une variation des prises annuelles allant de 30 000 à 130 000 tonnes depuis 1950. En 2010, les prises étaient de l'ordre de 50 000 tonnes.
Ce poisson est vendu à travers le monde, l'Allemagne étant le principal importateur.
Lingue blanche
La lingue blanche (Molva molva) se trouve principalement dans les eaux chaudes du sud et de l'ouest de l'Islande, dans des profondeurs allant de 15 à 1 000 mètres. Les prises annuelles varient entre 4 000 et 8 000 tonnes depuis 1950.
La lingue est principalement salée, avant d'être exportée vers le sud de l'Europe, le Portugal, l'Espagne et la France étant les principaux importateurs.
Brosme
Le brosme (Brosme brosme) se trouve principalement vers les fonds marins des eaux chaudes entourant l'Islande. Les prises ont toujours été relativement stables, autour de 4 000 et 8 000 tonnes.
Le principal marché se trouve aux Pays-Bas, où près de la moitié des prises sont exportées.
Lingue bleue
Les prises de lingue bleue varient entre 1 000 et 2 000 tonnes annuellement. Ces prises sont en général accessoires, les lingues bleues étant ramenées à bord lorsque les sébastes sont ciblés.
Merlan
Même si le merlan est un poisson commercialement important dans les eaux européennes, il est considéré en Islande comme étant de faible valeur.

### Pleuronectiformes
Huit espèces de pleuronectiformes sont pêchées en Islande. Le flétan du Groenland par des chalutiers en eaux profondes, le flétan de l'Atlantique en eaux profondes et peu profondes, la plie commune, la limande-sole, la plie grise, la cardine franche, la limande commune et le flétan nain à l'aide de sennes danoises.

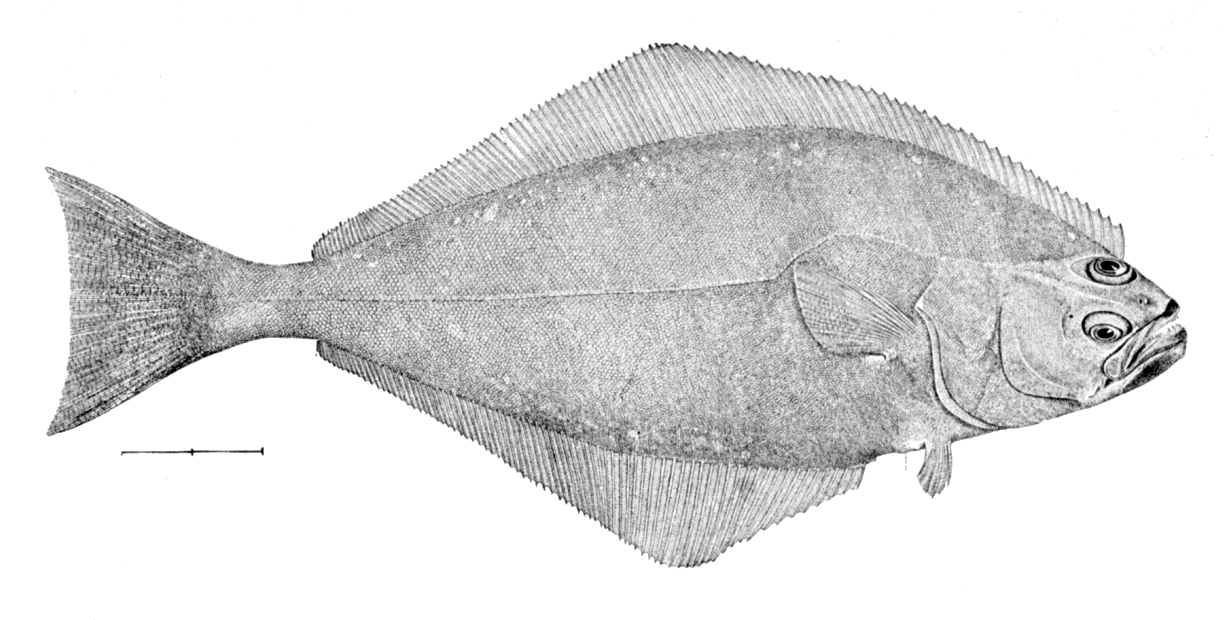
Flétan de l'Atlantique (Hippoglossus hippoglossus, is: Lúða)
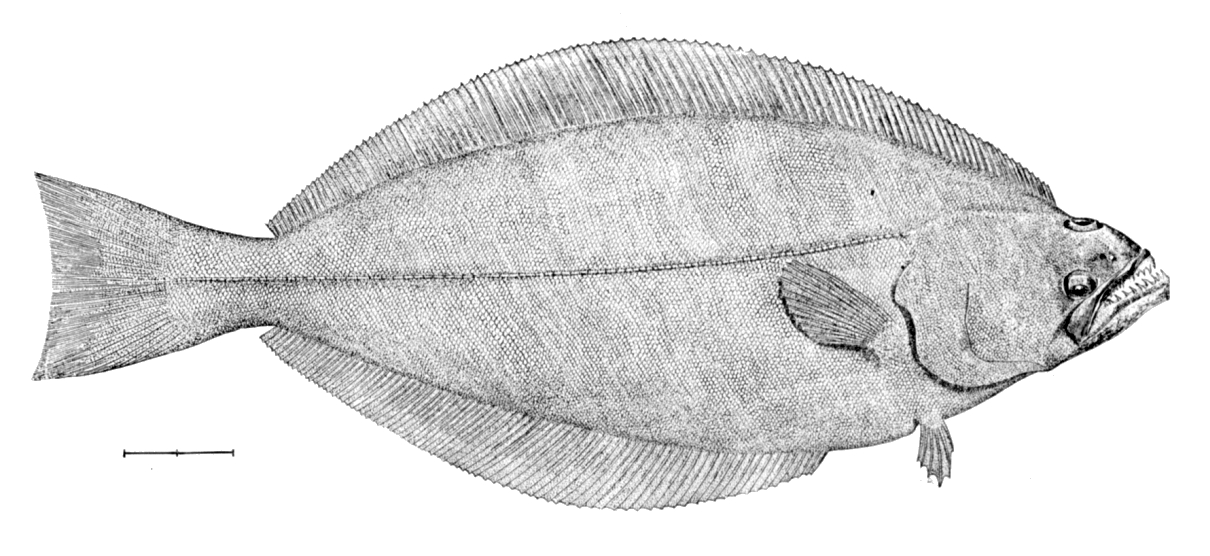
Flétan du Groenland (Reinhardtius hippoglossoides, is: Grálúða)
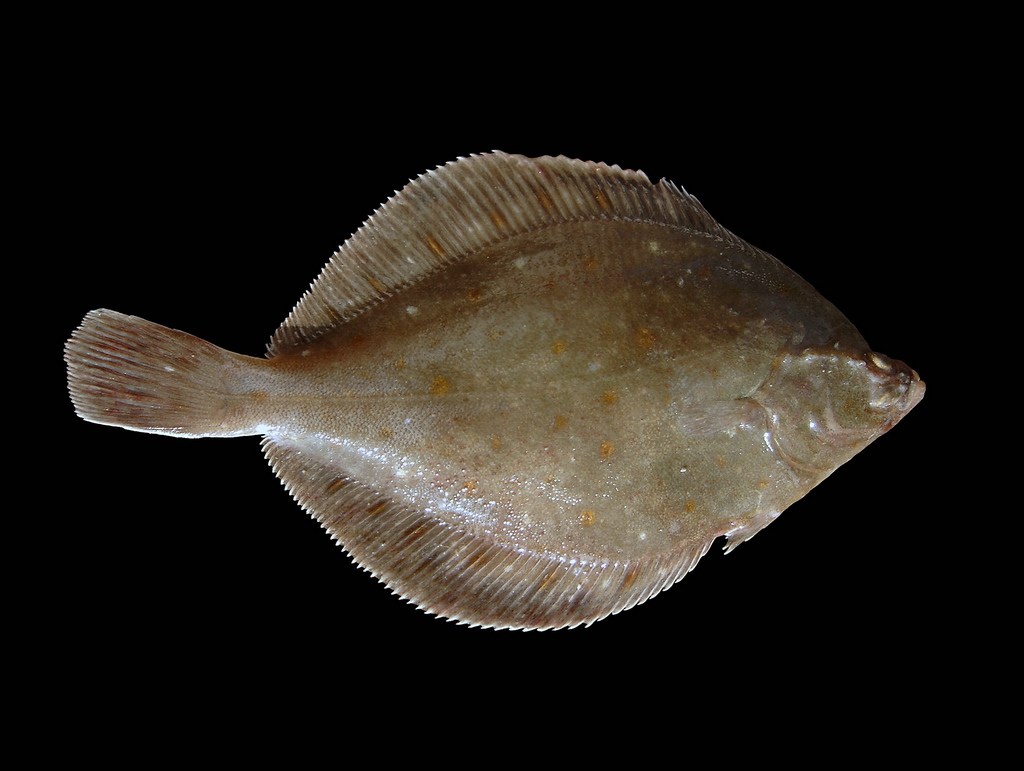
Plie commune (Pleuronectes platessa, is: Skarkoli)
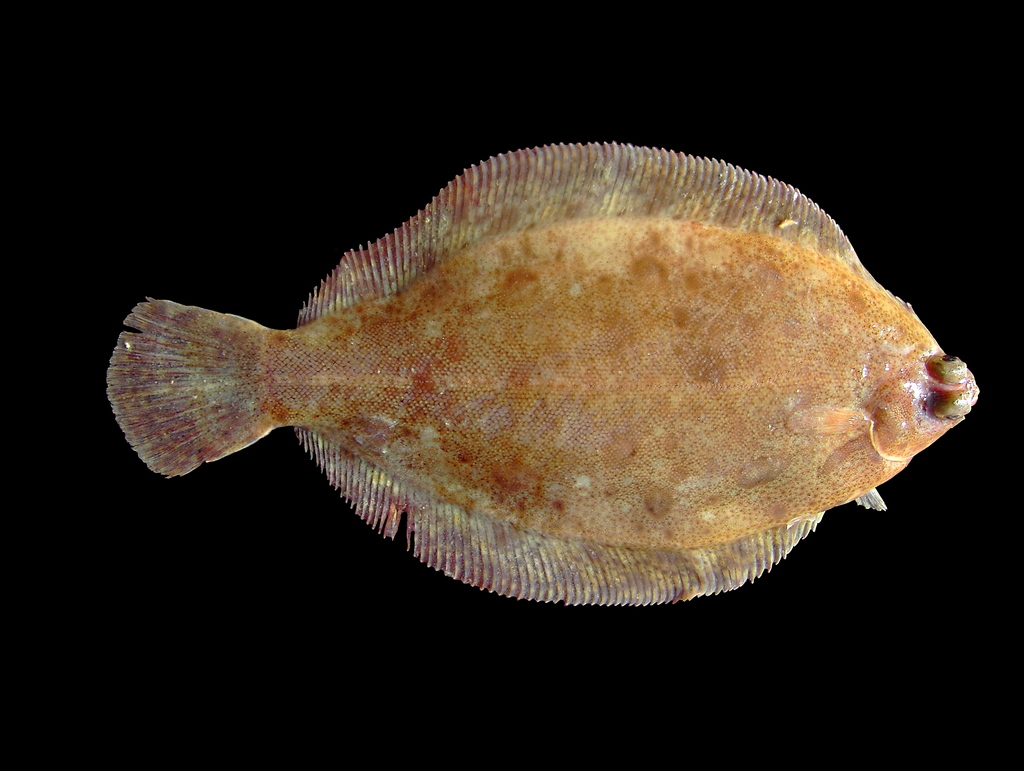
Limande sole (Microstomus kitt, is: Þykkvalúra)
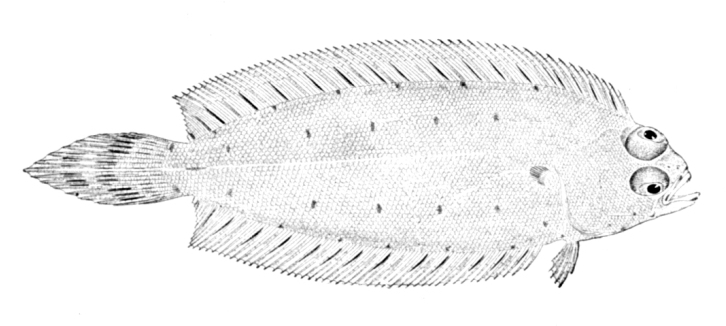
Plie grise (Glyptocephalus cynoglossus, is: Langlúra)
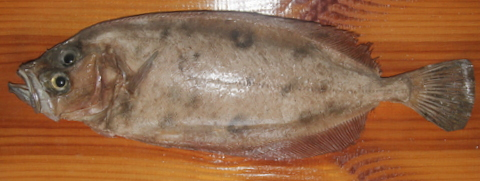
Cardine franche (Lepidorhombus whiffiagonis, is: Stórkjafta)
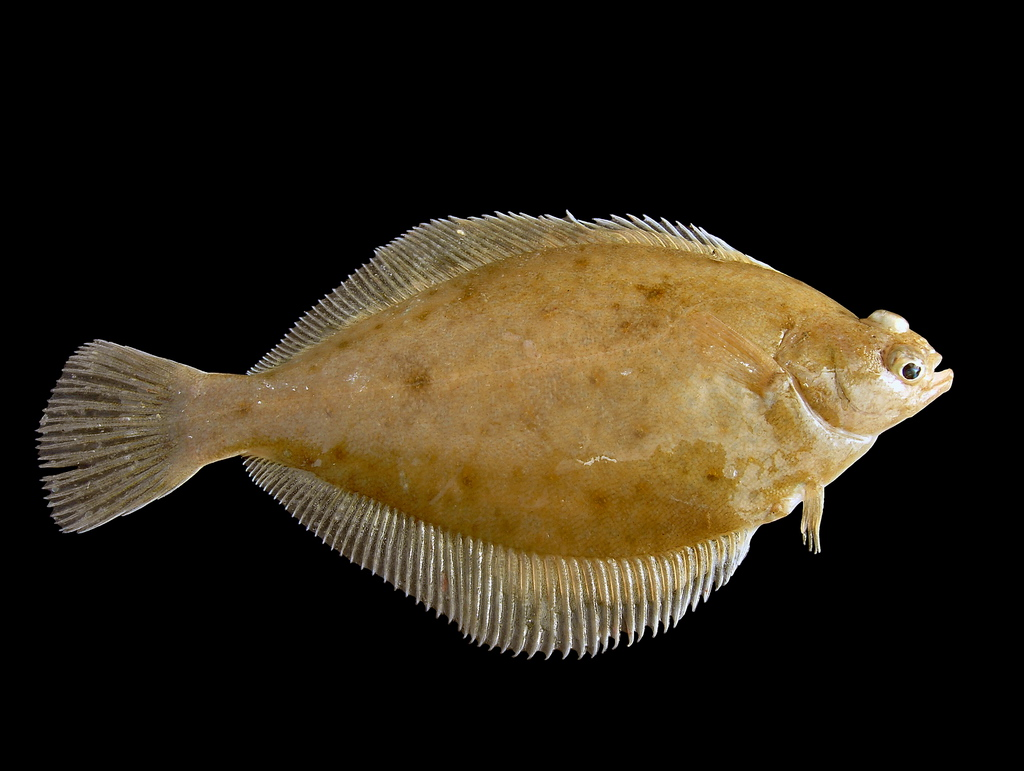
Limande commune (Limanda limanda, is: Sandkoli)
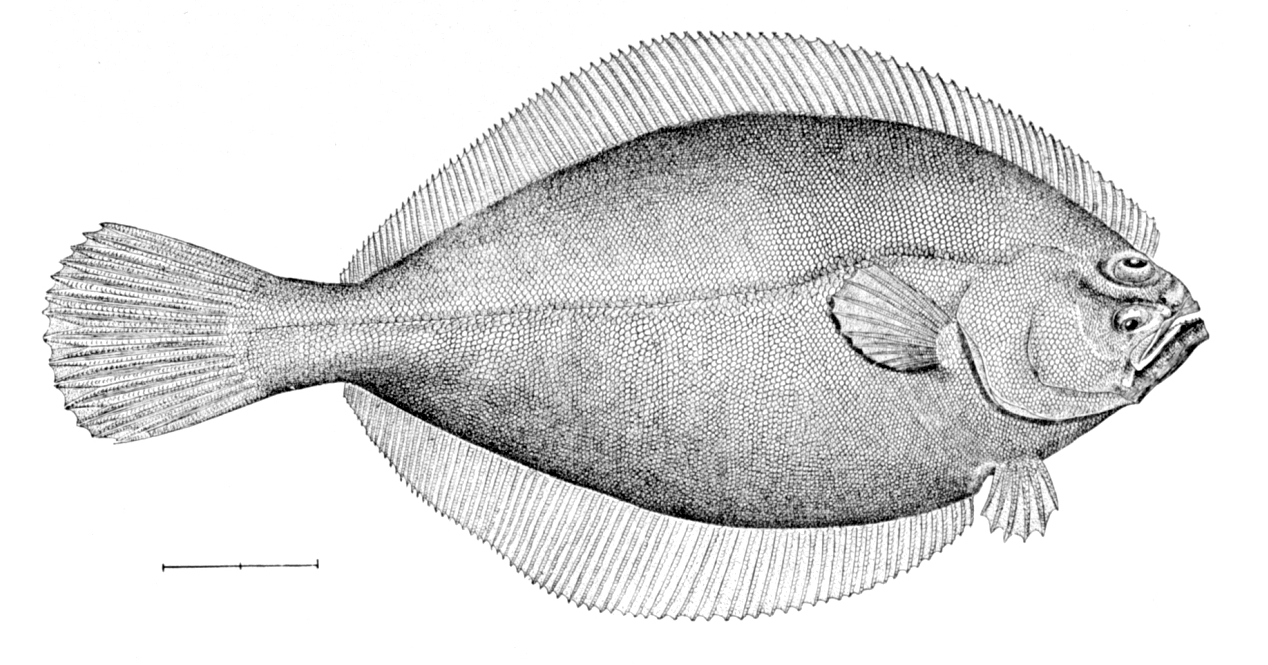
Flétan nain (Hippoglossoides platessoides, is: Skrápflúra)

Flétan de l'Atlantique
Le flétan de l'Atlantique est le plus grand poisson plat du monde. On le trouve dans toutes les eaux entourant l'Islande, à des profondeurs allant de 500 à 1000 mètres. Le stock actuel de flétan de l'Atlantique autour de l'Islande est considéré comme étant à un niveau inquiétant, notamment en raison des nombreuses prises accessoires et du fait qu'ils apparaissent très jeunes dans les filets de pêche.
Ce poisson est très populaire en Islande, la majorité des prises est destinée à une consommation locale. Le principal importateur est le Royaume-Uni, mais une part importante est également exportée vers l'Asie, en particulier la Chine, le Japon et Taïwan.
Flétan du Groenland
Le flétan du Groenland est une des espèces ayant le plus de valeur pour les pêcheurs islandais. Le poisson se retrouve dans toutes les eaux froides autour de l'Islande, les zones de pêches principales se trouvent au-dessus de la limite du plateau continental au nord et à l'est de l'île. Le stock est partagé entre l'Islande, les Îles Féroé et le Groenland.
Le poisson est principalement exporté vers l'Asie: plus de la moitié des prises sont exportées vers le Japon, et une partie importante vers Hong Kong, Taïwan et la Chine.
Plie commune
La plie commune se trouve surtout dans les eaux à l'ouest de l'Islande. Les prises sont de l'ordre de 5 000 tonnes annuellement et 95 % sont exportées vers le Royaume-Uni.
Limande-sole
La limande-sole se pêche au large des côtes sud et ouest de l'Islande. En 2011, les prises étaient de 1 900 tonnes, la quasi-totalité étant, comme pour la plie commune, exportée vers le Royaume-Uni.
Plie grise
La plie grise se trouve principalement dans les eaux chaudes au sud de l'Islande, dans des profondeurs allant de 50 à 300 mètres. En 2011, les prises étaient de 1 300 tonnes.
Cardine franche
La cardine franche se pêche uniquement dans les zones côtières au sud de l'île.
Limande commune
La limande commune est un poisson qui se trouve exclusivement dans les eaux peu profondes autour de l'Islande. En 2012 et 2013, le TAC sera de 500 tonnes.
Flétan nain
Le flétan nain se trouve en abondance autour de l'île, principalement au sud et à l'ouest. En 2011, les prises étaient de 180 tonnes.

### Sebastes
Les poissons sebastes sont très communs dans les eaux islandaises. Les espèces les plus communes sont le petit sébaste, le sébaste orangé et le sébaste atlantique. Seuls ces deux derniers sont pêchés, le petit sebaste n'ayant qu'une faible valeur commerciale.

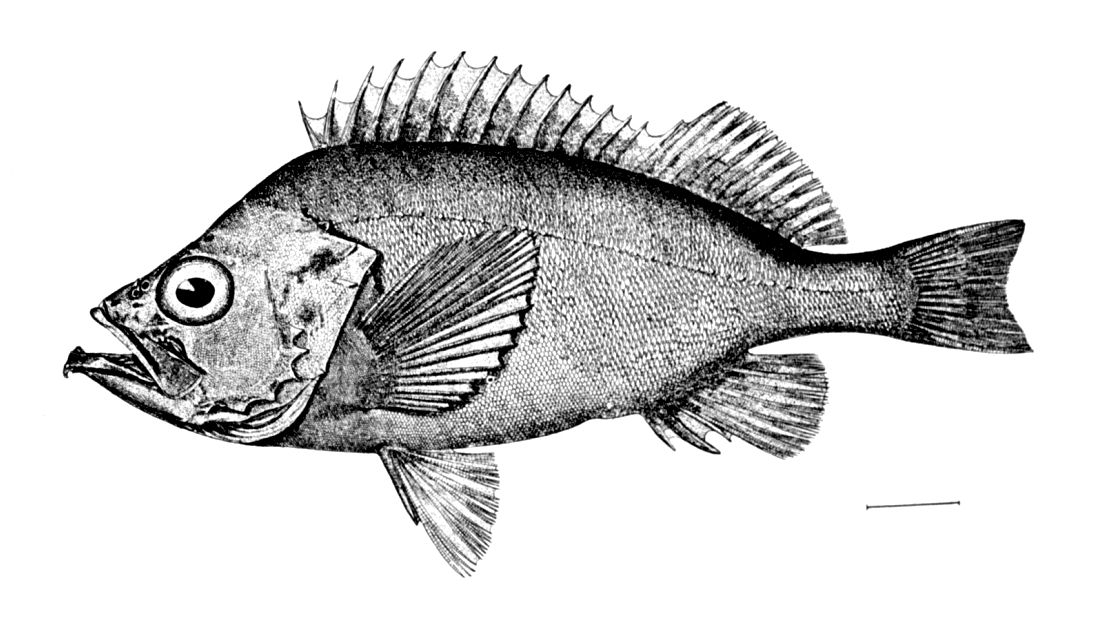
Sébaste orangé (Sebastes marinus, is: Karfi)
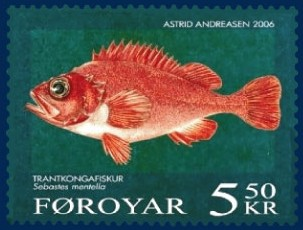
Sébaste atlantique (Sebastes mentella, is: Djúpkarfi)

Sébaste orangé
Le sébaste orangé est une espèce qui a une valeur commerciale très forte en Islande. On trouve ce poisson dans toutes les eaux entourant l'île, même si la principale zone de pêche se trouve au sud et à l'ouest, à la limite du plateau continental, dans des profondeurs de 200 à 400 mètres. En 2010, les prises étaient de 36 000 tonnes.
Les prises sont majoritairement exportées vers l'Europe occidentale, l'Allemagne étant le principal importateur.
Sébaste atlantique
Le sébaste atlantique est similaire au sébaste orangé, à la différence qu'il vit dans profondeurs plus importantes. Deux stocks de sébaste atlantique sont distingués dans les eaux islandaises: le premier se situe le long de la limite du plateau continental et le second en haute mer, dans des profondeurs supérieures à 500 mètres, au-dessus de la dorsale de Reykjanes. Récemment les prises annuelles étaient de 20 000 tonnes.

### Autres poissons démersaux
Les poissons démersaux pêchés en Islande sont les gadidae, les pleuronectiformes et les sebastes. Quatre espèces qui n'entrent pas dans ces trois ordres ont néanmoins une importance commerciale. Il s'agit de la lompe, de la baudroie commune, de l'argentina et de deux espèces siluriformes, le loup de l'Atlantique et le loup tacheté.

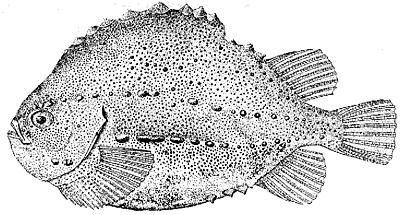
Lompe (Cyclopterus lumpus, is:Hrognkelsi)
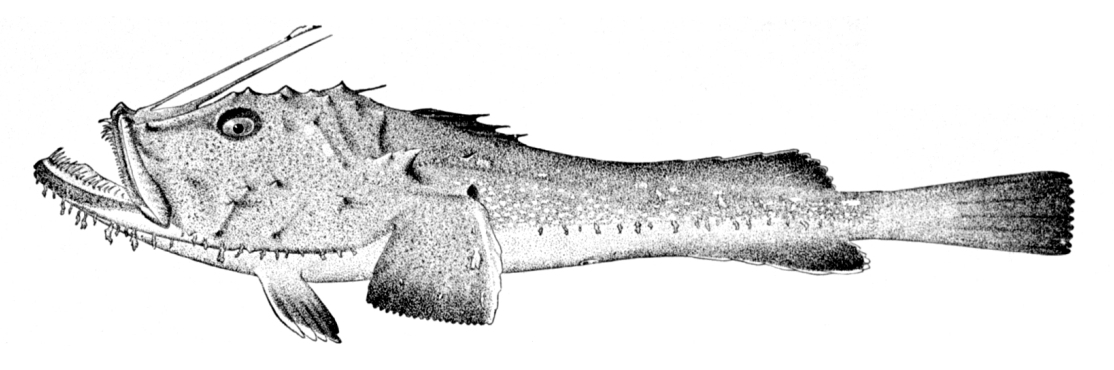
Baudroie commune (Lophius piscatorius, is:Skötuselur)
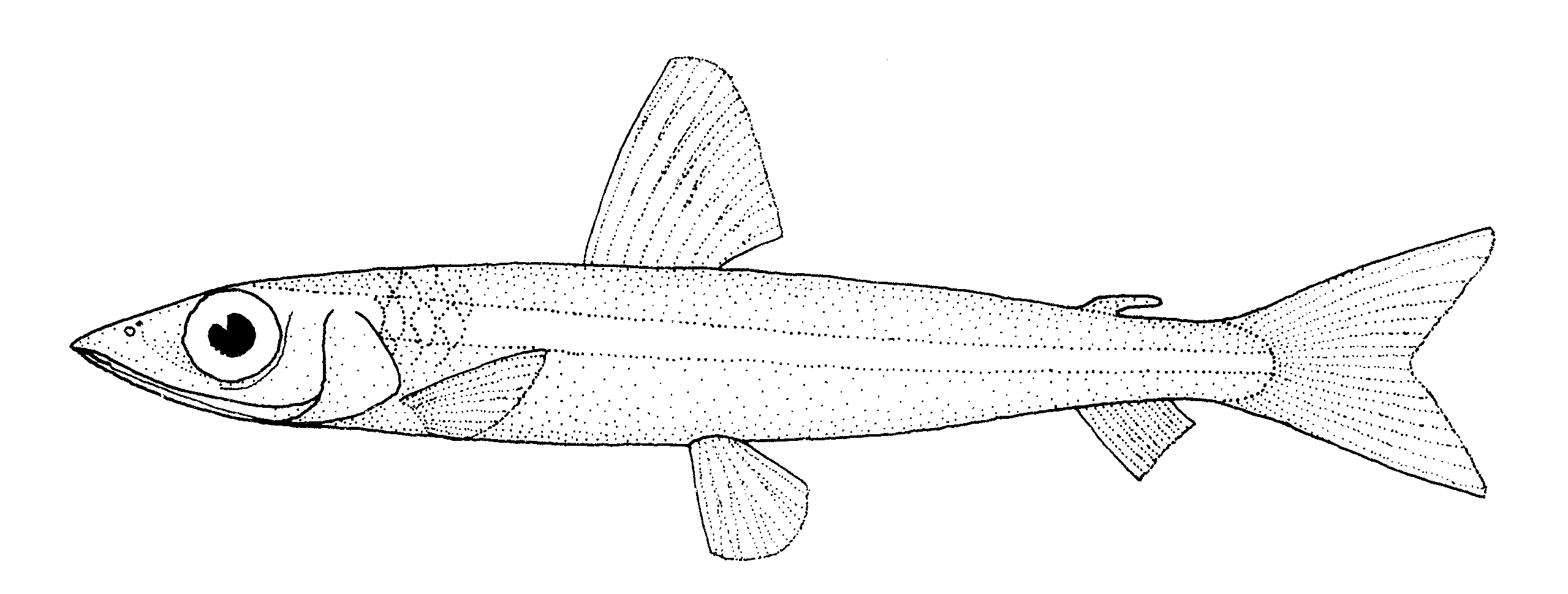
Argentina (Argentina silus, is:Gullax)
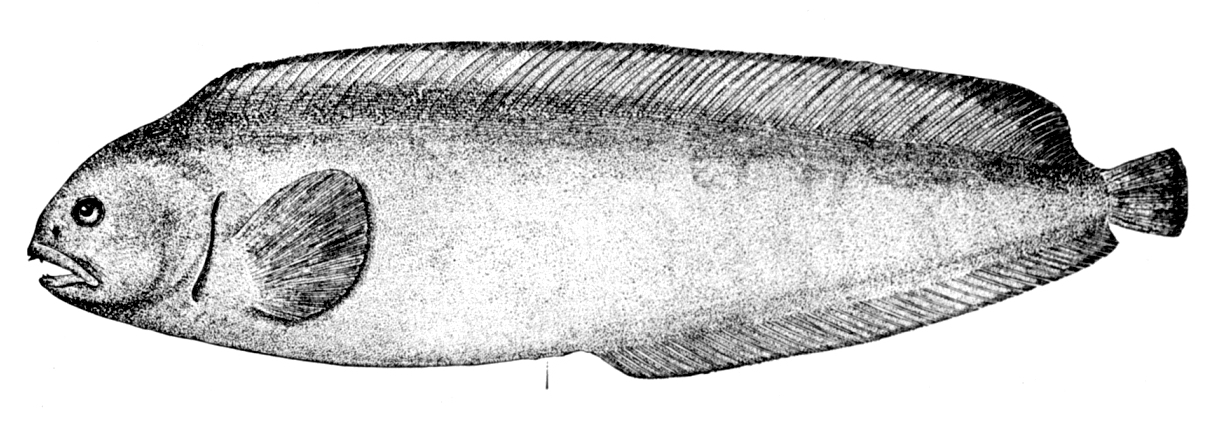
Loup de l'Atlantique (Anarhichas lupus, is:Steinbítur)
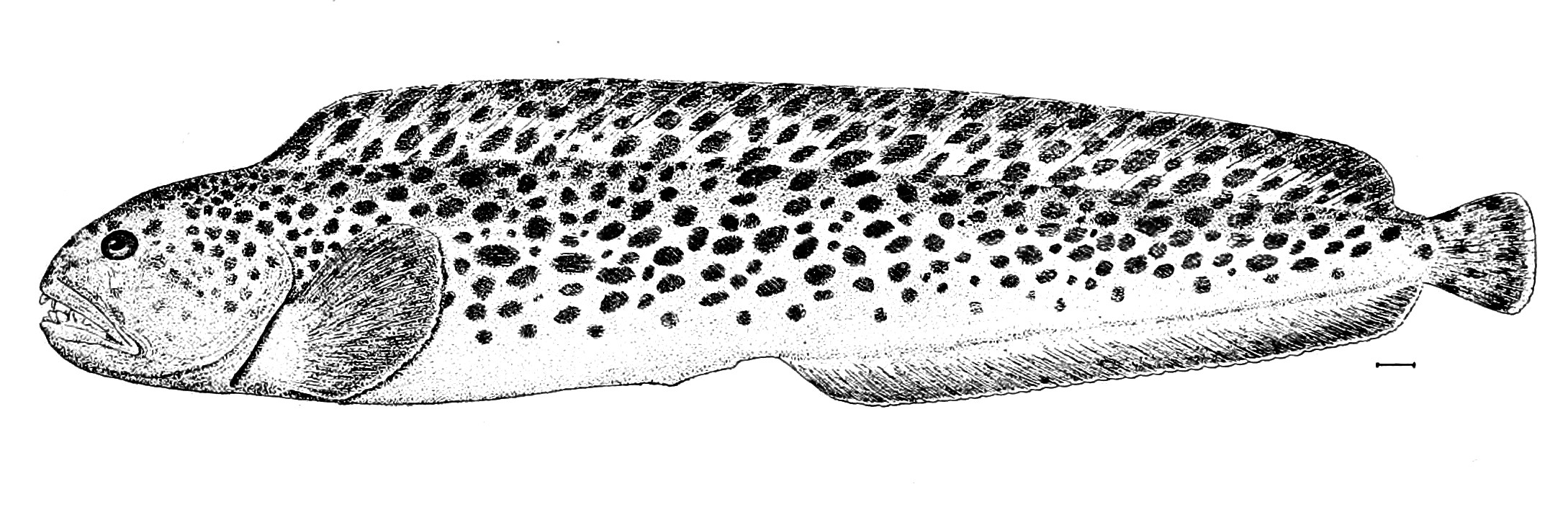
Loup tacheté (Anarhichas minor, is:Hlýri)

Lompe
La lompe se trouve autour de l'île, principalement dans les eaux froides du nord et de l'est. Les prises ont varié ces dernières années entre 3 000 et 13 000 tonnes annuellement.
La consommation de la lompe varie selon que le poisson pêché soit mâle ou femelle. Les mâles sont exclusivement destinés au marché local, alors que les femelles sont exportées, principalement vers la Suède, pour leur rogue.
Baudroie commune
La baudroie commune se pêche principalement au sud et à l'ouest de l'île dans des profondeurs allant jusqu'à 1 800 mètres.
Les prises sont principalement exportées vers le Royaume-Uni, où elles sont traitées avant d'être exportées vers la France et l'Espagne.
Argentina
L'argentina se trouve au sud et à l'ouest de l'île. En 2011, 10 000 tonnes ont été pêchés. Les prises sont majoritairement exportées vers la Lituanie, la Pologne et la Russie.
Loup de l'Atlantique
Le loup de l'Atlantique est le plus commun au large des Vestfirðir. Les prises étaient de l'ordre de 11 000 tonnes en 2011. Le poisson est exporté dans des proportions équivalentes vers la France, le Royaume-Uni, l'Allemagne et les Pays-Bas.
Loup tacheté
Le loup tacheté peut se trouver dans toutes les eaux entourant l'Islande, mais principalement dans les eaux froides du nord et de l'est. Les prises annuelles sont de l'ordre de 2 000 tonnes.

### Poissons pélagiques
Les prises les plus importantes en Islande se font avec les poissons pélagiques. Ces pêcheries se caractérisent par le fait que les stocks connaissent de très fortes fluctuations. La pêche au hareng est historiquement le poisson le plus pêché, mais à partir des années 1960 et la chute des stocks, les pêcheurs islandais se sont tournés vers le capelan.
Les zones de pêches des espèces pélagiques sont très vastes, en raison de routes de migration extensives.

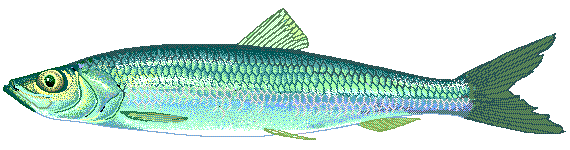
Hareng (Clupea harengus, is: Síld)
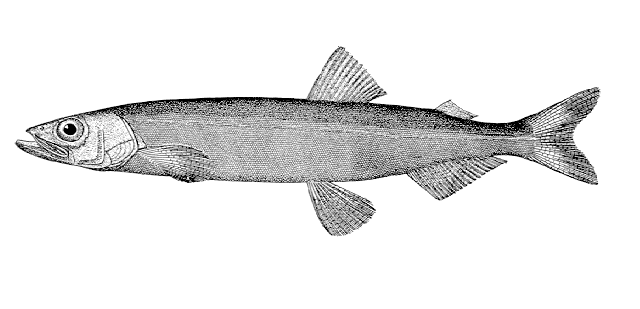
Capelan (Mallotus villosus, is: Loðna)
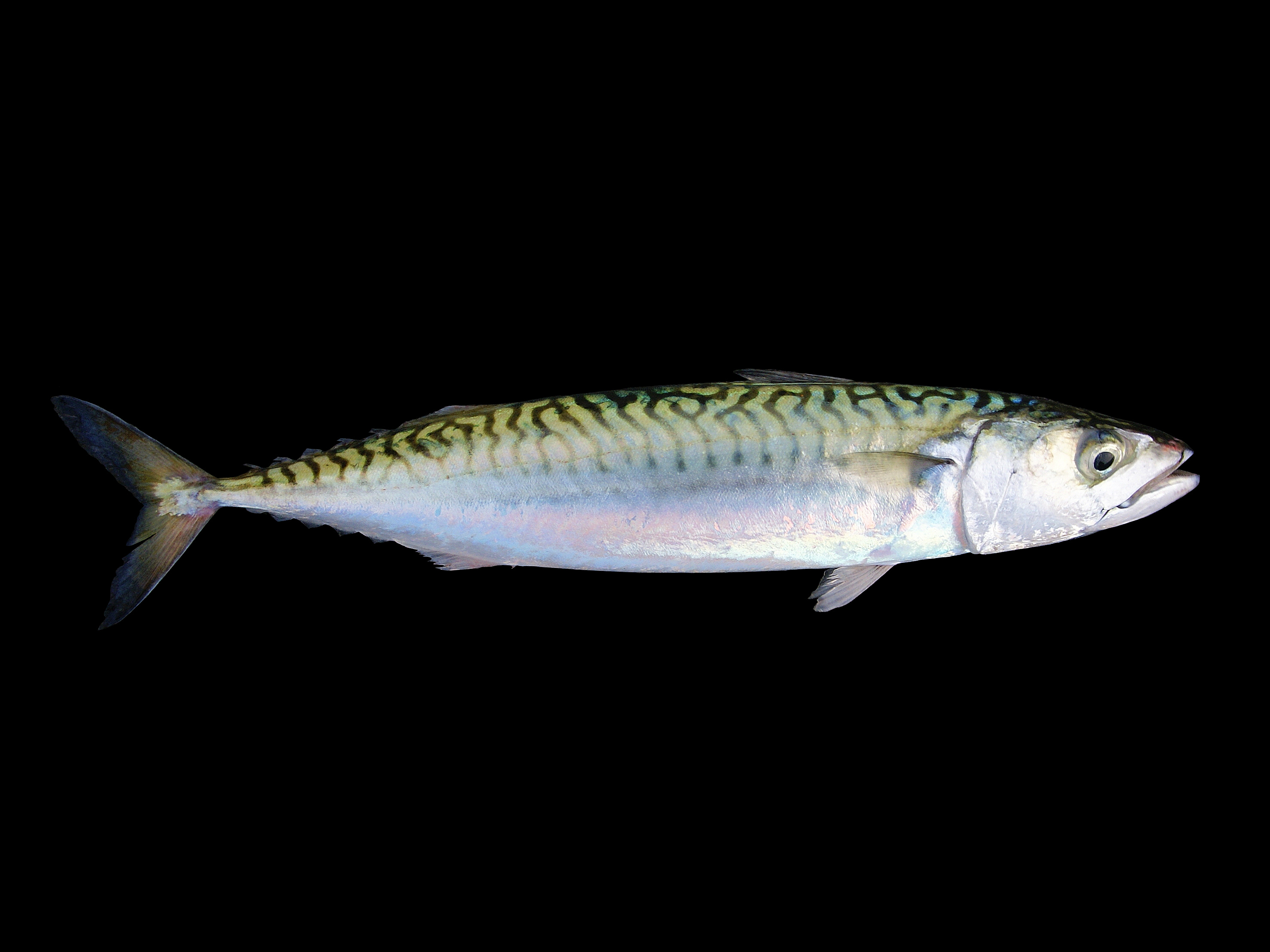
Maquereau commun (Scomber scombrus, is: Makríll)

Hareng
Le hareng (Clupea harengus) est la ressource halieutique la plus abondante de l'océan Atlantique-Nord. Les principales zones de pêche se situent en dehors de la ZEE islandaise, en haute mer. Les quotas de pêche sont donc divisés entre les différents États pêcheurs à la suite d'accords multilatéraux.
Avec le développement de la pêche hauturière pendant le XXe siècle, les prises dans l'Atlantique Nord ont connu une très forte croissance, pour arriver à un pic de 2 000 000 de tonnes en 1966, les Islandais pêchant 900 000 tonnes cette année, alors qu'ils ne pêchaient que 30 000 tonnes de hareng annuellement avant la Première Guerre mondiale. Les stocks se sont effondrés en 1969, affectant très fortement l'économie islandaise, ainsi que les pêcheurs qui dépendaient de cette ressource. Un quasi-moratoire fut mis en place jusqu'en 1986. Depuis, les TAC islandais annuels sont compris entre 100 000 et 200 000 tonnes par an.
La Norvège est le premier importateur de hareng.
Capelan

Répartition du capelan autour de l'Islande

Le capelan est l'espèce écologique la plus importante des eaux islandaises. Il joue un rôle important dans la chaîne alimentaire. Il est estimé que le capelan représente 40 % de la source de nourriture de la morue. Lorsque le stock de capelan se déplace vers les frayères se situant au sud et au sud-ouest de l'île, il rencontre un large nombre de morues.
À la suite de l'effondrement des stocks de harengs, la flotte de pêche islandaise s'est tournée vers le capelan dans les années 1960, jusqu'alors inexploité. À partir de 1978, les prises annuelles étaient de l'ordre de 1 000 000 de tonnes, avec un pic de 1 500 000 tonnes en 1996 et 1997, mais depuis le début des années 2000, les TAC sont devenus plus restrictifs pour faire face à la baisse des stocks. Alors que le TAC était 1 600 000 tonnes en 1996, il est tombé à 15 000 tonnes en 2009, pour revenir en 2011 à 390 000 tonnes.
Jusqu'à récemment, les prises de capelan étaient transformées en farine de poisson. Désormais, 25 % des prises sont destinées à une consommation humaine.
Maquereau commun
Le maquereau commun n'a pas pour origine les eaux islandaises, et la pêche de cette espèce est récente. Les navires de pêche islandais ont enregistré des prises croissantes depuis 2006.
Ces dernières années, l'Islande a décidé unilatéralement d'augmenter considérablement ses prises de maquereau dans l'Atlantique Nord-Est, en invoquant le fait que les stocks s'étaient déplacés vers le Nord, en raison des effets du réchauffement climatique. L'Union européenne pourrait dans le futur adopter des sanctions à l'égard de l'Islande, si le pays n'accepte pas de coopérer dans l'élaboration des quotas,.

### Chondrichthyes

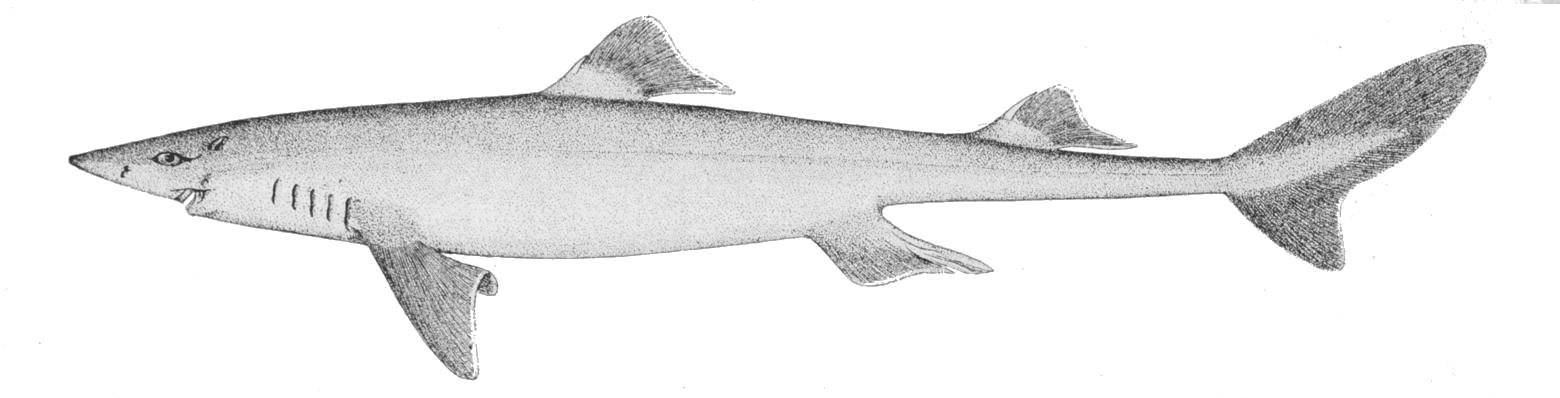
Aiguillat commun (Squalus acanthias, is:Háfur)
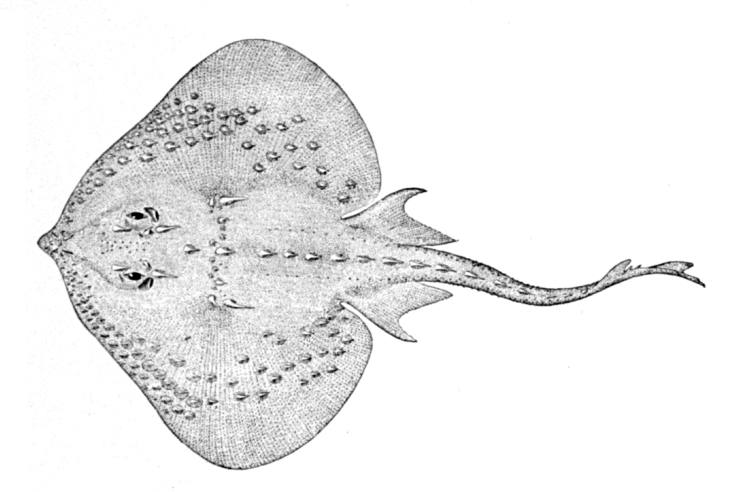
Raie épineuse (Amblyraja radiata, is:Tindaskata)
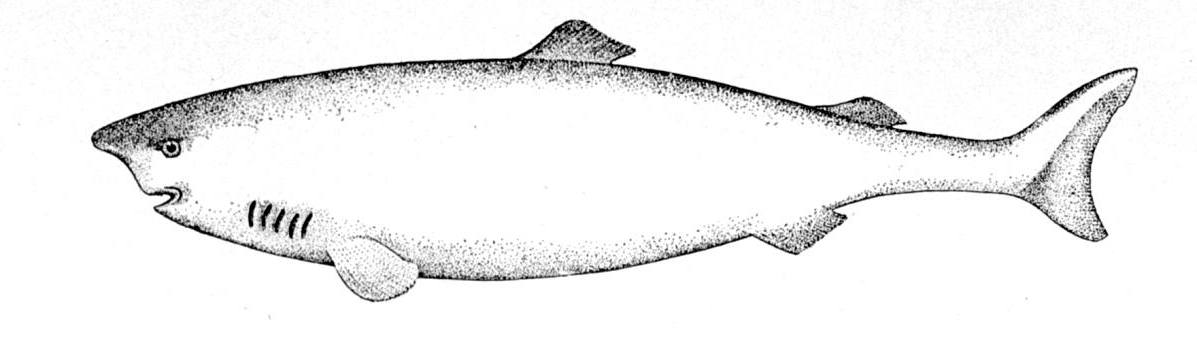
Requin du Groenland (Somniosus microcephalus, is:Hákarl)

Aiguillat commun
L'aiguillat commun est principalement concentré dans les eaux chaudes. Bien qu'il s'agisse de l'espèce de requin la plus commune des eaux islandaises, les prises sont faibles et principalement accessoires.
Pocheteau gris
Le pocheteau gris était abondant dans les eaux islandaises, mais en raison de la surpêche de l'espèce, les prises ne représentent aujourd'hui que 10 % des prises d'après-guerre. Il est surtout présent à l'ouest et au sud de l'île.
La majorité des prises est destinée au marché islandais. Le premier importateur est la Belgique.
Raie épineuse
La raie épineuse est pêchée dans toutes les eaux entourant l'île, à des profondeurs pouvant aller jusqu'à 1000 mètres. Il s'agit du chondrichthye le plus commun des eaux islandaises.
Les prises de cette espèce sont accessoires, la majorité étant commercialisée en Islande, remplaçant le pocheteau gris qui devient plus rare.
Requin du Groenland
Le requin du Groenland est le seul requin à être présent dans les eaux froides de l'Arctique et de l'Atlantique Nord. Les prises sont généralement de 40 tonnes annuellement.
C'est la seule espèce à ne pas être exportée. Les prises sont exclusivement destinées au marché islandais. Frais, le poisson est considéré comme légèrement toxique. Il est consommé après avoir été séché (voir Hákarl).

### Poissons migrateurs

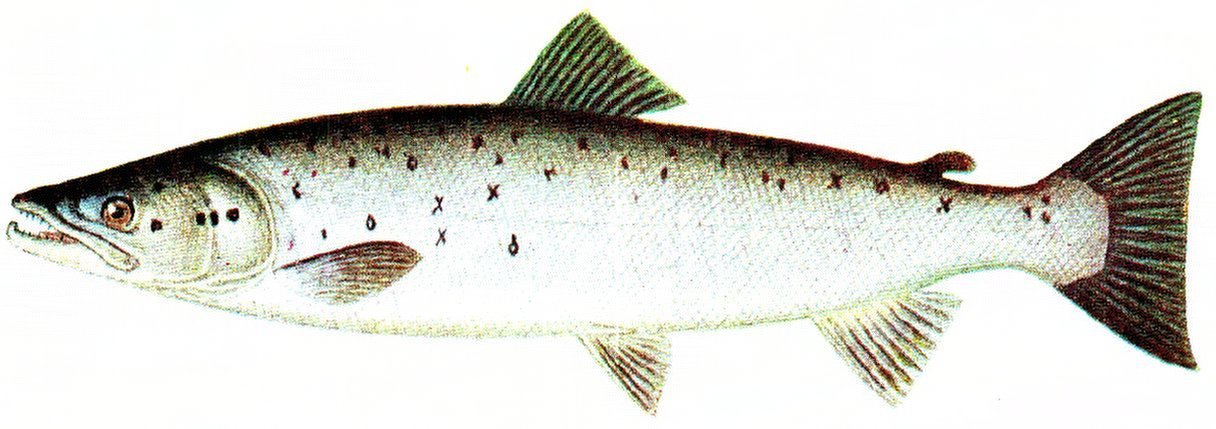
Saumon atlantique (Salmo salar, is:Lax)
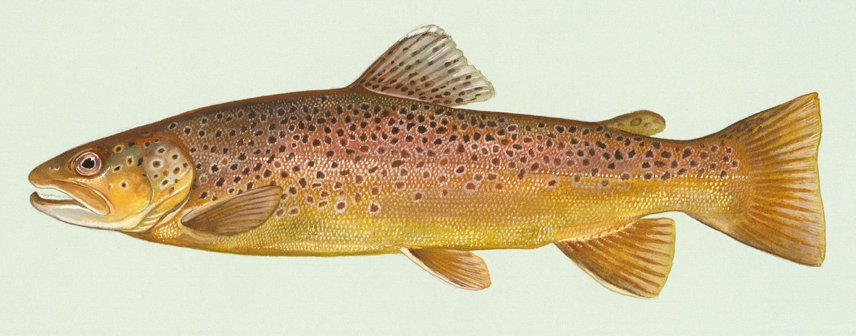
Truite (Salmo trutta, is:Urriði)
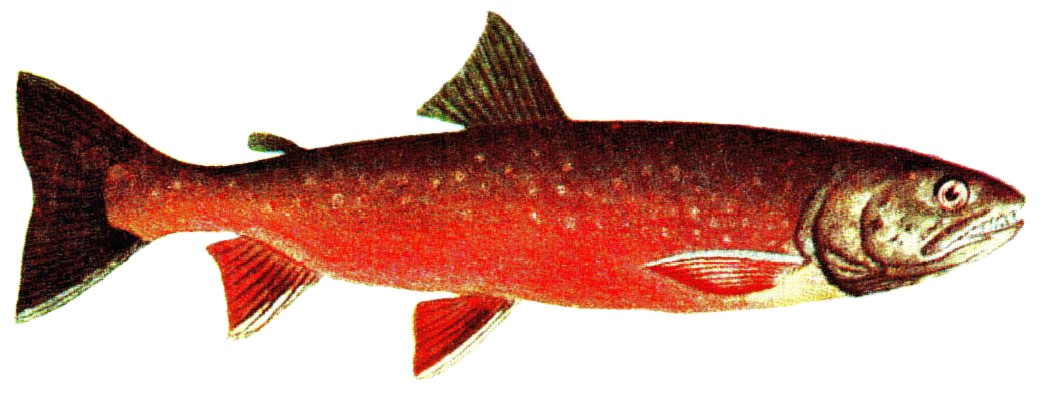
Omble chevalier (Salvelinus alpinus, is:Bleikja)

Saumon atlantique

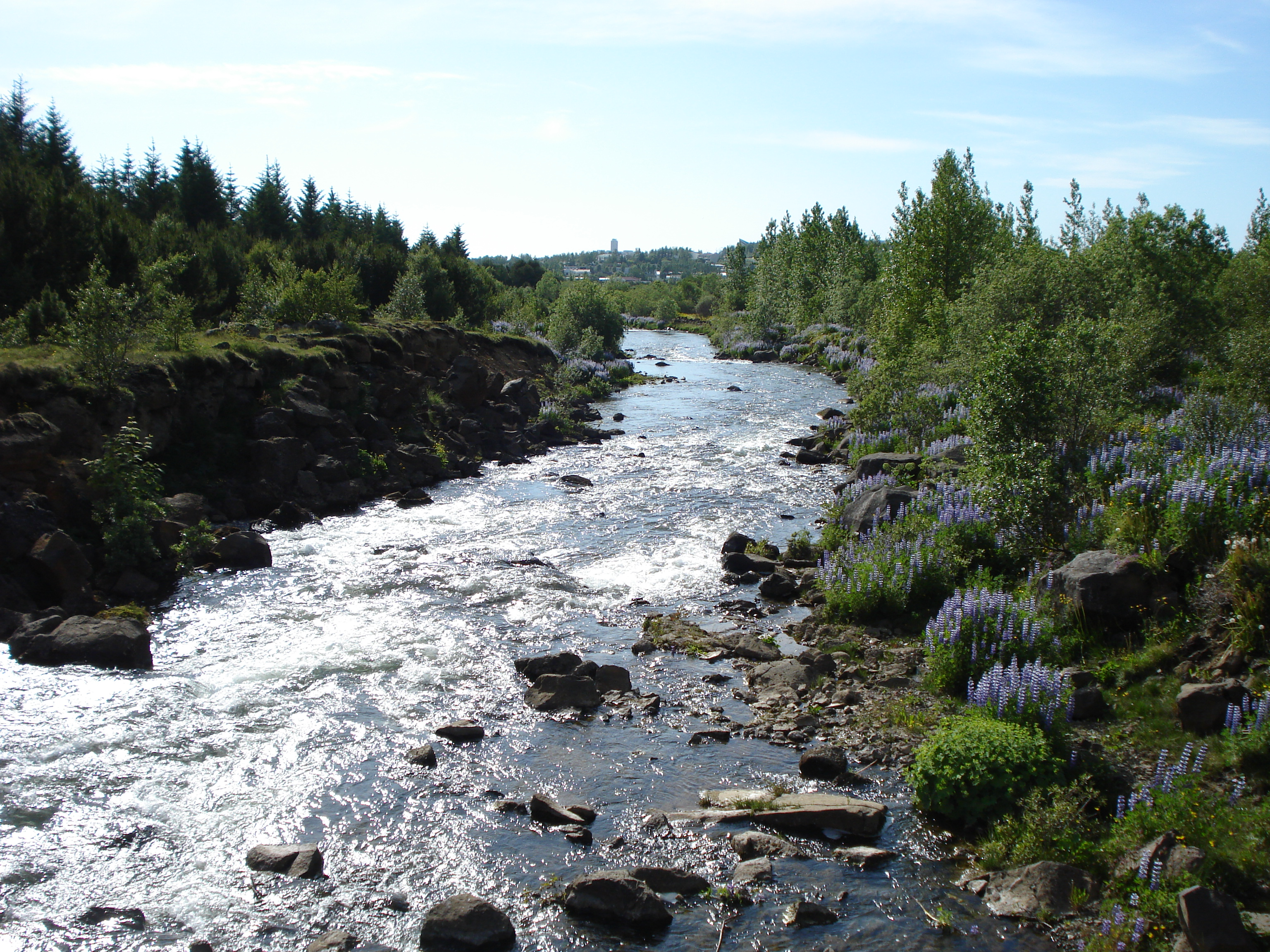
Le fleuve Elliðaá

Le saumon atlantique est présent dans l'océan Atlantique Nord, de la côte nord-est des États-Unis à la Norvège. On retrouve l'espèce dans la plupart des rivières islandaises, elle est toutefois plus rare dans les Vestfirðir et les rivières le long de la côte est.
La saison de la pêche au saumon s'étend du 20 mai au 20 septembre. Dans la plupart des rivières islandaises, la canne à pêche est le seul outil autorisé. La Direction des pêches limite le nombre de cannes à pêche utilisables par rivière. Le filet de pêche n'est utilisé que dans les rivières les plus larges. L'espèce est également élevée depuis 1984.
Truite
La truite est principalement pêchée en Islande dans le cadre d'une pratique sportive et n'est consommée que localement.
Omble chevalier
L'omble chevalier est l’espèce d'eau douce dont la distribution géographique est la plus au nord. Tout comme la truite, elle est principalement concernée par la pêche sportive.

### Invertébrés

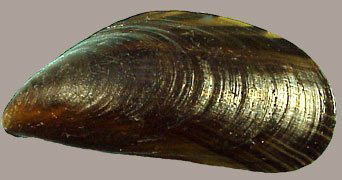
Moule commune (Mytilus edulis, is:Kræklingur)
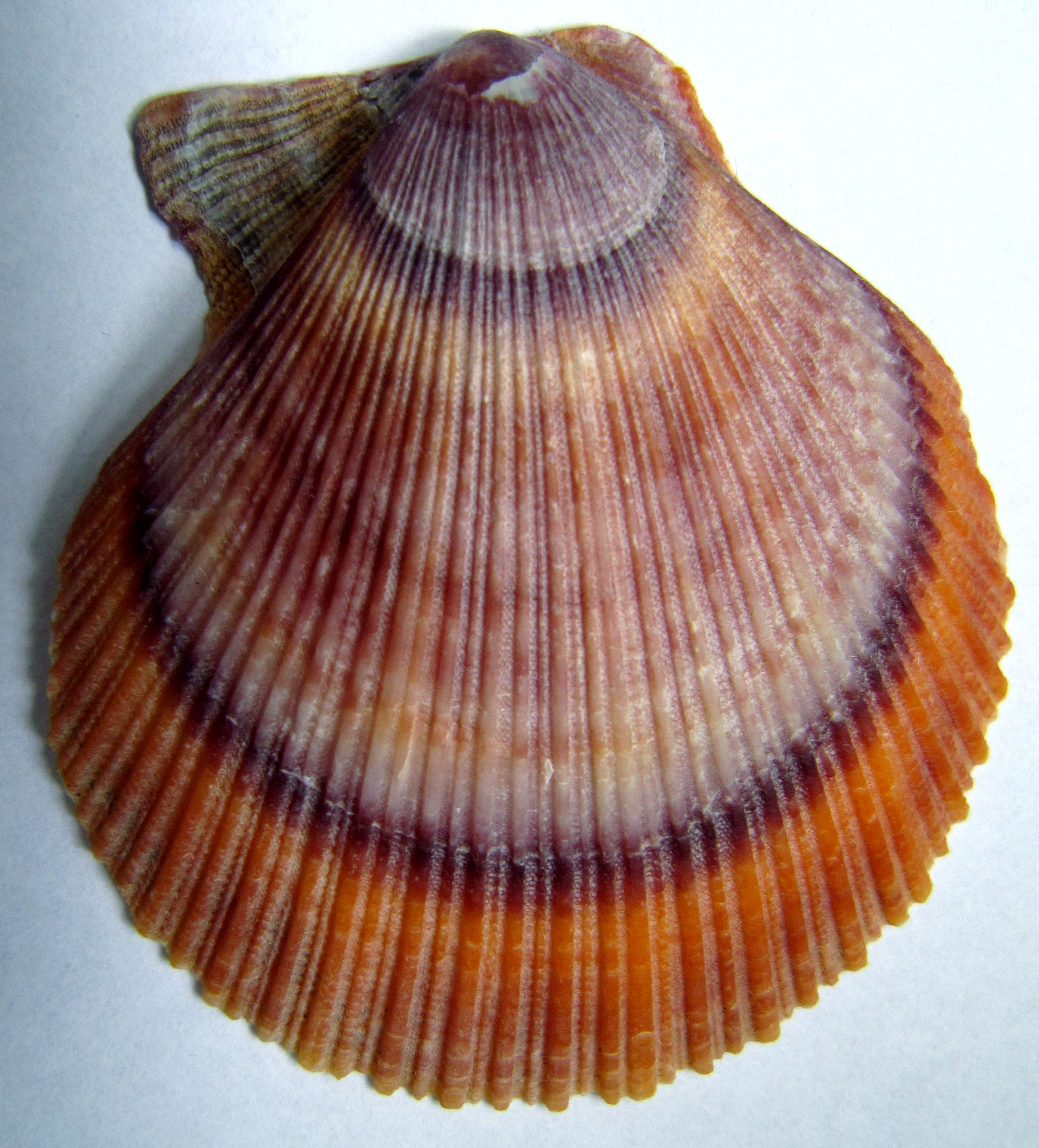
Peigne islandais (Chlamys islandica, is:Hörpudiskur)
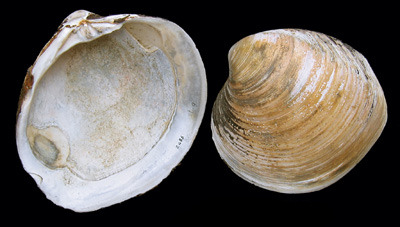
Cyprine (Arctica islandica, is:Kúfiskur)
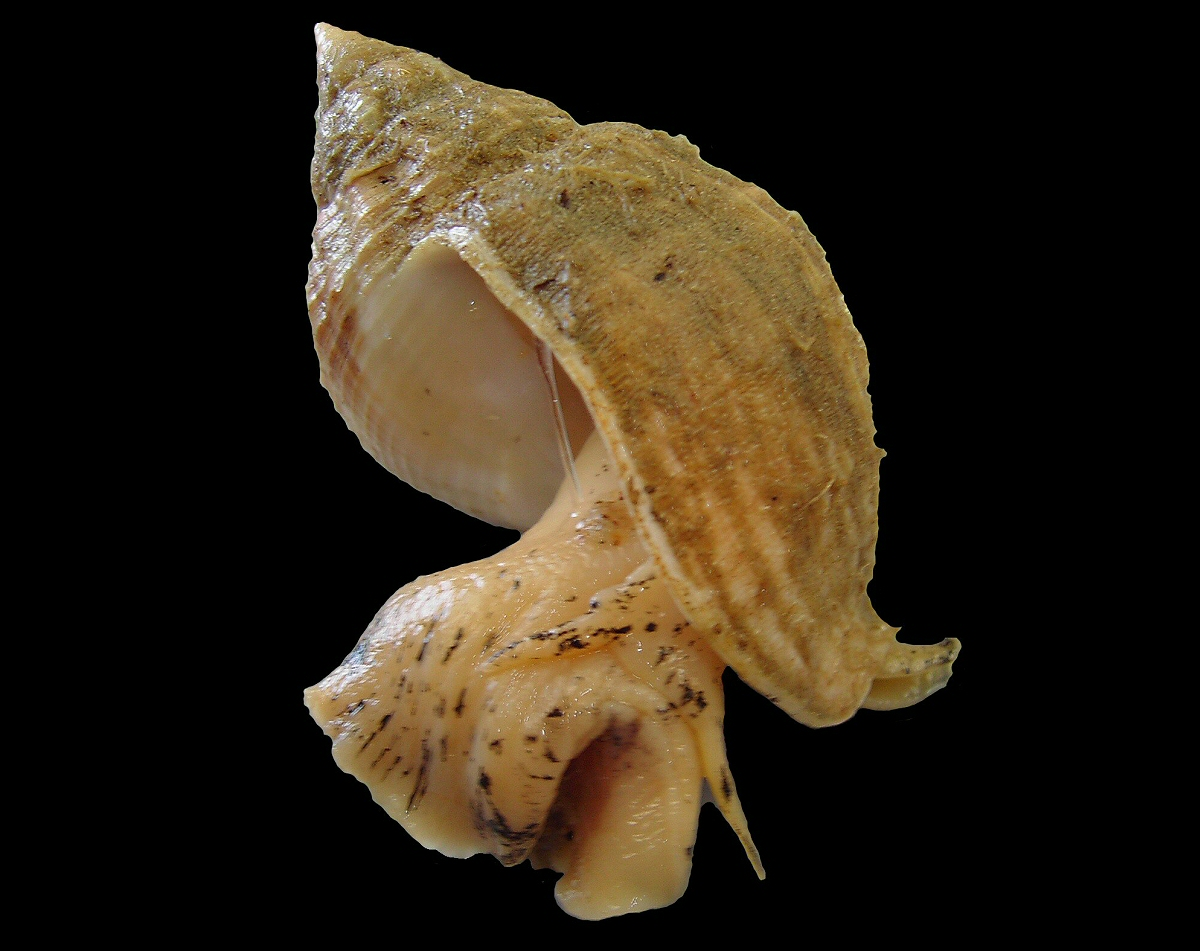
Buccin (Buccinum undatum, is:Beitukóngur)
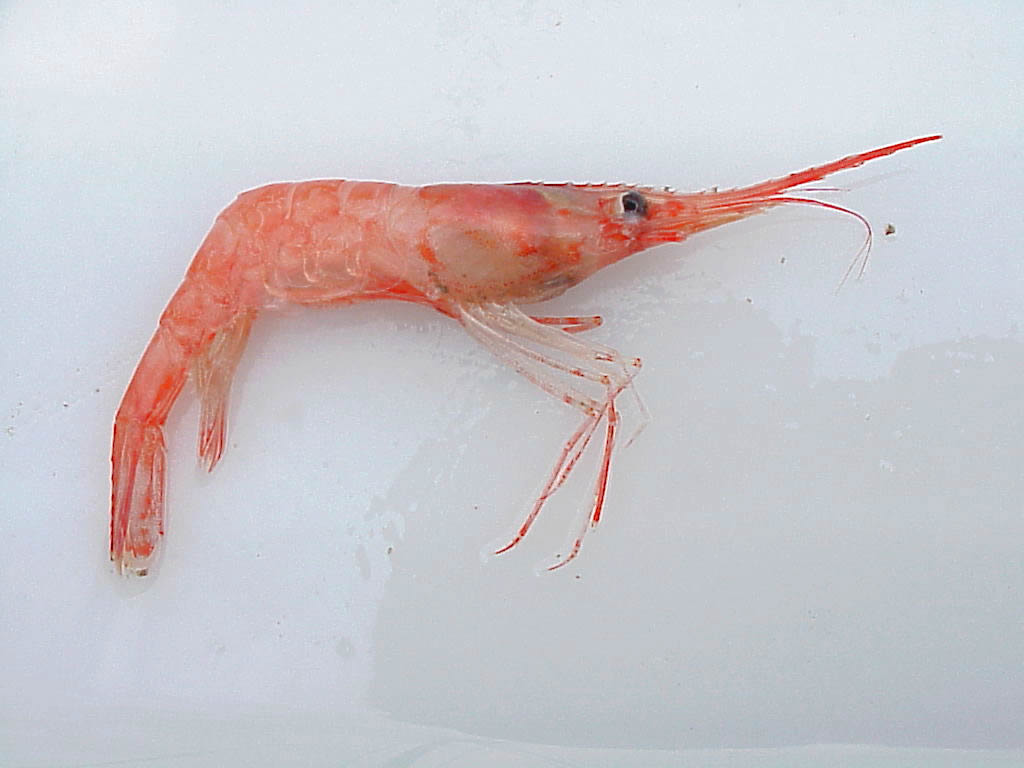
Crevette nordique du Canada (Pandalus borealis, is:Stóri kampalampi)
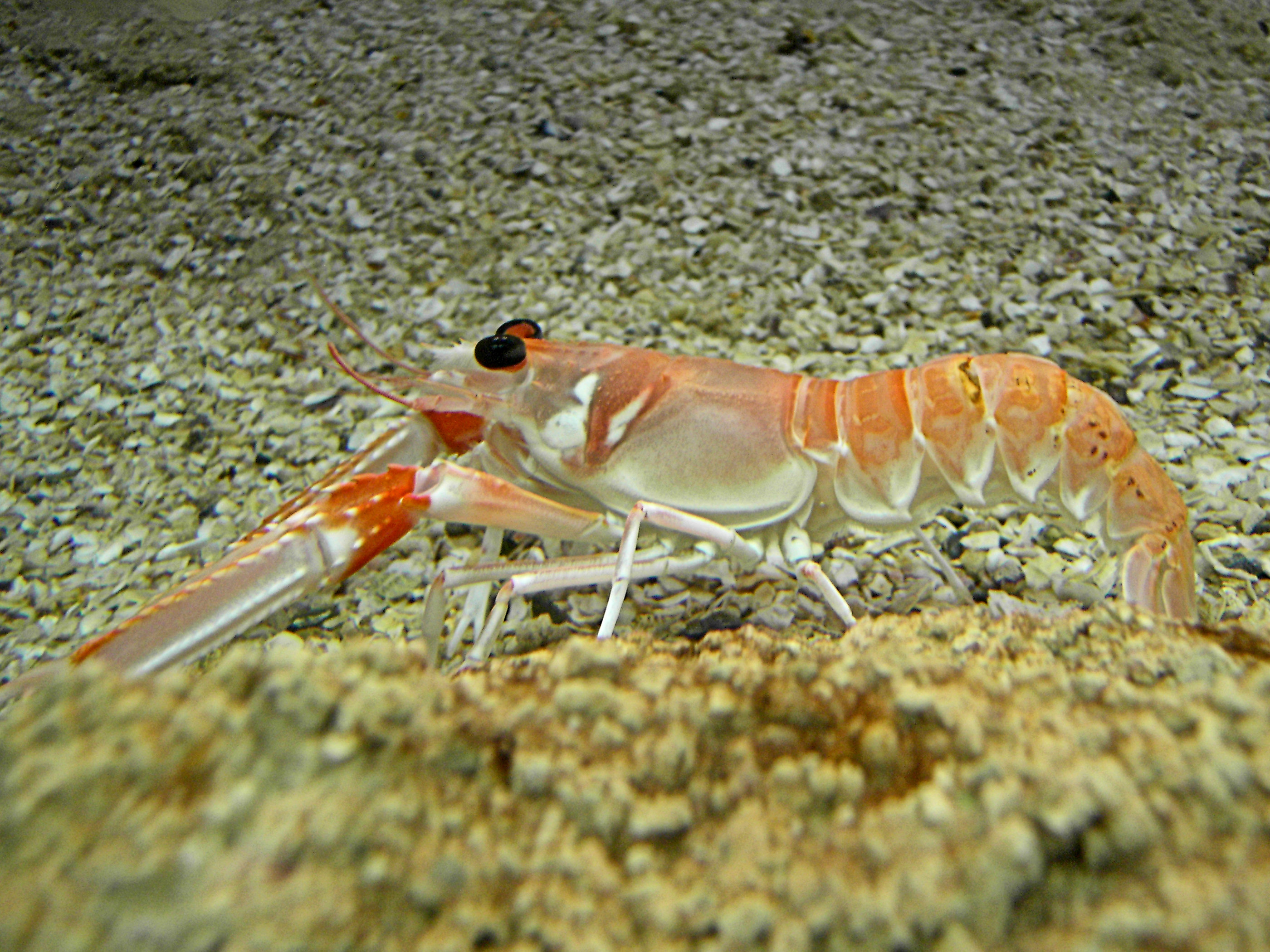
Laugoustine commune (Nephrops norvegicus, is:Leturhumar)

Moule commune
On retrouve la moule commune tout autour de l'Islande. La mariculture n'est pas encore développée.
Peigne islandais
Le peigne islandais est principalement pêché dans les fjords du nord-ouest de l'Islande, mais depuis 2004 la pêche est interdite en raison de la présence d'un parasite. Avant l'interdiction, les prises annuelles étaient de l'ordre de 10 000 tonnes.
Cyprine
Le cyprine est présent tout autour de l'Islande, mais les zones de pêche se concentrent au nord de l'île. Le stock total des eaux islandaises est estimé à 1 000 000 de tonnes. En 2011, seules 5 tonnes de cyprines ont été pêchées contre 14 400 tonnes en 2003.
Buccin
Le buccin est le seul gastéropode à être élevé en Islande. Il est pêché uniquement dans le Borgarfjörður. Les prises étaient de 512 tonnes en 2011.
Crevette nordique du Canada
La crevette nordique du Canada est la seule espèce de crevette exploitée en Islande. Les seules zones de pêche ouvertes sont au large de la péninsule de Snæfellsnes et dans l'Arnarfjörður. La crevette est principalement exportée vers le Royaume-Uni.
Langoustine commune
La langoustine commune se trouve principalement au sud de l'île dans les eaux chaudes. La saison dure traditionnellement du 15 mai au 15 septembre. Il s'agit de la ressource marine ayant la plus grande valeur marchande. En 2011, les prises étaient de 2240 tonnes, plus de la moitié étant exportées vers l'Espagne.

### Mammifères marins

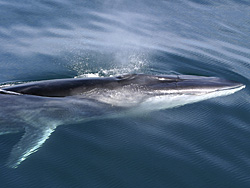
Rorqual commun (Balaenoptera physalus, is:Langreyður)
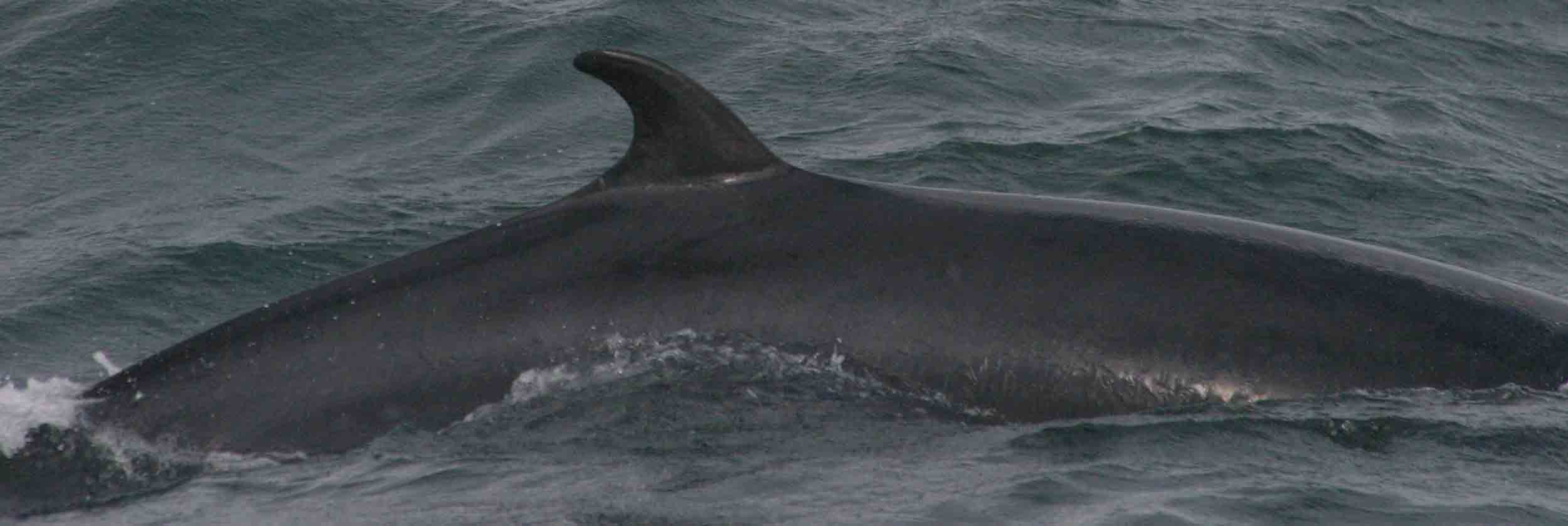
Baleine de Minke (Balaenoptera acutorostrata , is:Hrefna)

Rorqual commun
Le rorqual commun est l'espèce de baleine la plus grande derrière la baleine bleue. Il y aurait environ 24 000 individus au nord de l'Islande et 14 000  individus dans le détroit de Danemark. Le quota pour 2012 est de 154 baleines.
Baleine de Minke
La baleine de Minke est la plus petite espèce de baleine présente dans les eaux islandaises. En 2007, la population estimée était de 15 000 individus. Le quota pour 2012 est de 216 baleines.

## Infrastructures
| Port            | Région            | 2011      | 2002      | 1992      |
| --------------- | ----------------- | --------- | --------- | --------- |
| Vestmannaeyjar  | Suðurland         | 187 810   | 211 640   | 150 269   |
| Neskaupstaður   | Austurland        | 109 995   | 182 372   | 109 995   |
| Reykjavík       | Höfuðborgarsvæðið | 115 594   | 127 269   | 74 133    |
| Vopnafjörður    | Austurland        | 76 790    | 47 353    | 25 324    |
| Hornafjörður    | Austurland        | 64 274    | 55 702    | 33 474    |
| Eskifjörður     | Austurland        | 59 098    | 171 909   | 108 504   |
| Þórshöfn        | Norðurland eystra | 54 666    | 74 861    | 52 964    |
| Grindavík       | Suðurnes          | 45 579    | 158 321   | 79 866    |
| Seyðisfjörður   | Austurland        | 35 675    | 148 652   | 118 095   |
| Akranes         | Vesturland        | 33 654    | 137 270   | 67 811    |
| Hafnarfjörður   | Höfuðborgarsvæðið | 25 534    | 18 462    | 46 518    |
| Akureyri        | Norðurland eystra | 21 126    | 102 165   | 78 255    |
| Fáskrúðsfjörður | Austurland        | 19 501    | 70 104    | 8 519     |
| Sandgerði       | Suðurnes          | 15 570    | 45 330    | 26 683    |
| Þorlákshöfn     | Suðurland         | 15 180    | 59 344    | 19 725    |
| Siglufjörður    | Norðurland eystra | 14 059    | 82 401    | 95 843    |
| Reyðarfjörður   | Austurland        | 11 040    | 26 838    | 40 026    |
| Djúpivogur      | Austurland        | 6 262     | 42 410    | 4 819     |
| Raufarhöfn      | Norðurland eystra | 1 271     | 29 325    | 60 650    |
|                 |                   |           |           |           |
| Total           | -                 | 1 148 863 | 2 133 325 | 1 558 579 |